# Pékin Express
Pékin Express  è un programma televisivo francese di genere reality e avventura in onda dal 2006 al 2014 e poi dal 2018 in Francia su M6 e in Belgio e Lussemburgo su RTL Plug dal 2006 al 2012, RTL-TVI dal 2013 al 2020 e RTL Club dal 2021. È la versione francese del format belga-olandese Peking Express creato da Ludo Poppe, prodotto anche in Italia con il nome di Pechino Express.

## Format
Il format del programma consiste in una gara tra coppie che si sfidano su un percorso a tappe di più giorni attraverso più nazioni per raggiungere una determinata meta. Ogni concorrente ha a disposizione una dotazione minima contenuta in uno zaino e un euro al giorno in valuta locale con cui soddisfare i propri bisogni. Questo denaro però non può essere usato per pagare i mezzi di trasporto e l'alloggio: per spostarsi le coppie devono fare l'autostop e per passare la notte devono affidarsi all'ospitalità delle persone del posto, a meno che non vogliano passare la notte fuori.
A metà di ogni tappa c'è un traguardo intermedio dove si trova il Libro Rosso di Pékin Express, che le coppie devono firmare per attestare il proprio arrivo. Le prime coppie che raggiungono questo traguardo partecipano alla Prova immunità o alla Prova per il vantaggio. Al traguardo finale invece è posizionato un tappeto rosso sul quale le coppie devono saltare. La coppia arrivata per prima riceve una medaglia con un valore monetario; l'obbiettivo di ciascuna coppia è quello di accumulare più medaglie possibili per cercare di vincere il montepremi in palio di 50 000 € (edizioni 1, 6, 10, 16, 19) o 100 000 € (tutte le altre edizioni).
La coppia arrivata ultima rischia l'eliminazione. Se viene eliminata e ha vinto delle tappe, deve scegliere una delle coppie rimaste in gara a cui dare le proprie medaglie. In alcune edizioni speciali (edizione 6, 16) le coppie che vengono eliminate e hanno vinto delle tappe non consegnano le proprie medaglie a un'altra coppia ancora in gara in quanto il denaro viene accumulato da ciascuna coppia e poi devoluto a un'associazione benefica scelta dalla stessa.
Nell'ultima puntata le due coppie rimaste si sfidano in uno sprint finale che consiste in una catena di missioni, al termine della quale scoprono dove si trova il traguardo definitivo.

## Elementi del gioco

### Prove

#### Prova d'immunità
La prova d'immunità (épreuve d'immunité) è una prova alla quale partecipano le prime tre o quattro coppie che raggiungono il traguardo intermedio. La coppia vincitrice diventa immune e si qualifica direttamente alla tappa successiva. Per simboleggiare l'immunità Stéphane Rotenberg attacca una pettorina rossa sugli zaini dei membri della coppia immune.

#### Prova per il vantaggio
In ogni edizione, in alcune tappe (solitamente tra le ultime 4) la prova d'immunità viene sostituita con la prova per il vantaggio (épreuve pour l'avantage). Possono partecipare le prime tre o quattro coppie che raggiungono il traguardo intermedio e la coppia vincitrice ottiene una medaglia extra oppure la bandiera rossa.

#### Duello finale
Il duello finale (duel final) è stato introdotto nell'undicesima edizione (2018) ed è presente in tutte le edizioni successive. La coppia arrivata ultima al traguardo finale deve scegliere una delle coppie rimanenti (escluse la vincitrice di tappa e quella immune) da sfidare nel duello. Un membro per ciascuna coppia deve raggiungere una località vicina al traguardo finale e affrontare una missione; una volta terminata, deve tornare al traguardo finale. Il concorrente che torna per primo salva la propria coppia mentre l'altra coppia deve andare incontro all'esito della busta nera.

### Oggetti

#### Bandiera rossa
La coppia che possiede la bandiera rossa (drapeau rouge) può sventolarla quando vede un'altra coppia per obbligare quest'ultima a fermarsi per 15 minuti.

#### Bandiera nera
La bandiera nera (drapeau noir) è presente in tutte le edizioni a partire dalla quarta. La coppia che arriva con la bandiera nera al traguardo finale perde una posizione in classifica. Per liberarsene la coppia che la possiede la deve passare alle altre.
A partire dalla dodicesima edizione la coppia che arriva al traguardo con la bandiera nera va automaticamente al duello finale.

#### Busta nera
La busta nera (enveloppe noire) indica alla coppia a rischio eliminazione se la tappa è eliminatoria oppure no. Può infatti contenere la scritta Éliminatoire (Eliminatoria) oppure Non éliminatoire (Non eliminatoria). Nel primo caso la coppia è eliminata mentre nel secondo si salva ma comincia la tappa successiva con un handicap.

## Edizioni
| Edizione       | Sottotitolo | Conduzione         | Rete televisiva    | Rete televisiva                            | Coppie | Trasmissione (M6) | Trasmissione (M6) | Puntate | Continente         | Paesi                                                 | Vincitori              | Vincita                 |
| Edizione       | Sottotitolo | Conduzione         | Francia (bandiera) | Belgio (bandiera) · Lussemburgo (bandiera) | Coppie | Inizio            | Fine              | Puntate | Continente         | Paesi                                                 | Vincitori              | Vincita                 |
| -------------- | --- | ------------------ | ------------------ | ------------------------------------------ | ------ | ----------------- | ----------------- | ------- | ------------------ | ----------------------------------------------------- | ---------------------- | ----------------------- |
| 1ª             | La Route du Transsibérien (La Rotta della Transiberiana)                                                                                          | Stéphane Rotenberg | M6                 | RTL Plug                                   | 11     | 15 gennaio 2006   | 1 aprile 2006     | 12      | Europa Asia        | Francia Russia Mongolia Cina                          | Fathi e Médi           | 31000 €                 |
| 2ª             | La Route de l'Himalaya (La Rotta dell'Himalaya)                                                                                                   | Stéphane Rotenberg | M6                 | RTL Plug                                   | 11     | 20 marzo 2007     | 22 maggio 2007    | 12      | Asia               | Cina Hong Kong Nepal India                            | Nadine e Sylvie        | 52000 €                 |
| 3ª             | La Route des Incas (La Rotta degli Inca) | Stéphane Rotenberg | M6                 | RTL Plug                                   | 10     | 22 gennaio 2008   | 8 aprile 2008     | 13      | America            | Brasile Bolivia Perù                                  | Gérard e Cédric        | 46000 €                 |
| 4ª             | La Route des dragons (La Rotta dei dragoni) | Stéphane Rotenberg | M6                 | RTL Plug                                   | 10     | 24 aprile 2009    | 10 luglio 2009    | 12      | Asia               | Vietnam Cambogia Laos Thailandia Indonesia            | Albert e Laurence      | 100000 €                |
| 5ª             | La Route du bout du monde (La Rotta della fine del mondo)                                                                                         | Stéphane Rotenberg | M6                 | RTL Plug                                   | 10     | 13 aprile 2010    | 29 giugno 2010    | 12      | America            | Ecuador Cile Argentina                                | Cécilia e Matthieu     | 69000 €                 |
| 6ª (speciale)  | Duos de choc (Coppie shock) | Stéphane Rotenberg | M6                 | RTL Plug                                   | 6      | 6 novembre 2010   | 25 dicembre 2010  | 8       | Asia               | India                                                 | Taïg Kris e Chloé      | 30000 € (per l'Unicef)  |
| 7ª             | La Route des grands fauves (La Rotta dei grandi felini)                                                                                           | Stéphane Rotenberg | M6                 | RTL Plug                                   | 10     | 20 aprile 2011    | 6 luglio 2011     | 12      | Africa             | Egitto Kenya Tanzania Lesotho Sudafrica               | Jean-Pierre e François | 7000 €                  |
| 8ª (speciale)  | Le Passager mystère (Il passeggero misterioso) | Stéphane Rotenberg | M6                 | RTL Plug                                   | 8      | 25 aprile 2012    | 11 luglio 2012    | 12      | Asia Oceania       | Corea del Sud Filippine Australia                     | Ludovic e Samuel       | 100000 €                |
| 9ª             | Le Coffre maudit (Il forziere maledetto) | Stéphane Rotenberg | M6                 | RTL-TVI                                    | 8      | 3 aprile 2013     | 26 giugno 2013    | 12      | America            | Cuba Messico Stati Uniti                              | Salim e Linda          | 74220 €                 |
| 10ª (speciale) | À la découverte des mondes inconnus (Alla scoperta di mondi sconosciuti)                                                                          | Stéphane Rotenberg | M6                 | RTL-TVI                                    | 8      | 16 aprile 2014    | 18 giugno 2014    | 10      | Asia               | Birmania India Bhutan Sri Lanka                       | Caroline e Sabrina     | 47495 €                 |
| 11ª            | La Course infernale (La Corsa infernale) | Stéphane Rotenberg | M6                 | RTL-TVI                                    | 9      | 12 luglio 2018    | 5 settembre 2018  | 9       | Asia               | Malaysia Filippine Giappone                           | Christina e Didier     | 98700 €                 |
| 12ª            | La Route des 50 volcans (La Rotta dei 50 vulcani)                                                                                                 | Stéphane Rotenberg | M6                 | RTL-TVI                                    | 8      | 18 luglio 2019    | 19 settembre 2019 | 10      | America            | Guatemala Costa Rica Colombia                         | Laëtitia e Aurélie     | 100000 €                |
| 13ª (speciale) | Retour sur la route mythique (Ritorno sul percorso leggendario)                                                                                   | Stéphane Rotenberg | M6                 | RTL-TVI                                    | 7      | 25 febbraio 2020  | 7 aprile 2020     | 6       | Europa Asia        | Russia Cina                                           | Julie e Denis          | 100000 €                |
| 14ª            | Sur les pistes de la Terre Rouge (tappe 1-3) (Sui sentieri di terra rossa) La Route des 3 continents (dalla 4ª tappa) (La Rotta dei 3 continenti) | Stéphane Rotenberg | M6                 | RTL Club                                   | 8      | 23 febbraio 2021  | 27 aprile 2021    | 10      | Africa Europa Asia | Uganda Grecia Turchia                                 | Christophe e Claire    | 58730 €                 |
| 15ª            | Sur les terres de l'aigle royal (Nelle terre dell'aquila reale)                                                                                   | Stéphane Rotenberg | M6                 | RTL Club                                   | 8      | 10 febbraio 2022  | 14 aprile 2022    | 10      | Asia               | Kirghizistan Uzbekistan Giordania Emirati Arabi Uniti | Lucas e Nicolas        | 100000 €                |
| 16ª (speciale) | Duos de choc (Coppie shock) | Stéphane Rotenberg | M6                 | RTL Club                                   | 6      | 6 luglio 2022     | 10 agosto 2022    | 6       | Asia               | Sri Lanka                                             | Inès Reg e Anaïs       | 21000 € (per Utopia 56) |
| 17ª            | La Choix secret (La scelta segreta) | Stéphane Rotenberg | M6                 | RTL Club                                   | 9      | 16 febbraio 2023  | 20 aprile 2023    | 10      | America            | Bolivia Paraguay Brasile                              | Xavier e Céline        | 31280 €                 |
| 18ª            | Sur les traces du tigre d'or (Sulle orme della tigre d'oro)                                                                                       | Stéphane Rotenberg | M6                 | RTL Club                                   | 9      | 8 febbraio 2024   | 4 maggio 2024     | 10      | Asia               | Indonesia Malaysia Vietnam                            | Romain e Laura         | 77660 €                 |
| 19ª (speciale) | L'épopée des Maharadjas (L'epopea dei maragià) | Stéphane Rotenberg | M6                 | RTL Club                                   | 7      | 14 settembre 2024 | 19 ottobre 2024   | 6       | Asia               | India                                                 | Jean-Claude e Axel     | 0 €                     |
| 20ª            | La Route des tribus légendaires (La Rotta delle tribù leggendarie)                                                                                | Stéphane Rotenberg | M6                 | RTL Club                                   | 10     | 16 gennaio 2025   | 5 aprile 2025     | 12      | Africa             | Tanzania Mozambico Lesotho Sudafrica                  | Cécile e Marion        | 4900 €                  |
| 21ª            | La Route des glaces (La Rotta dei ghiacci) | Stéphane Rotenberg | M6                 | RTL Club                                   | TBA    | 2025              | 2025              | 8       | Asia               | Kazakistan                                            | TBD                    | TBD                     |
| 22ª            | TBA | Stéphane Rotenberg | M6                 | RTL Club                                   | TBA    | 2026              | 2026              | TBA     | Asia               | Cina Nepal Thailandia                                 | TBD                    | TBD                     |

## Storia del programma

### Prima edizione:Pékin Express - La Route du Transsibérien(2006)
Paesi:  Francia -  Russia -  Mongolia -  Cina

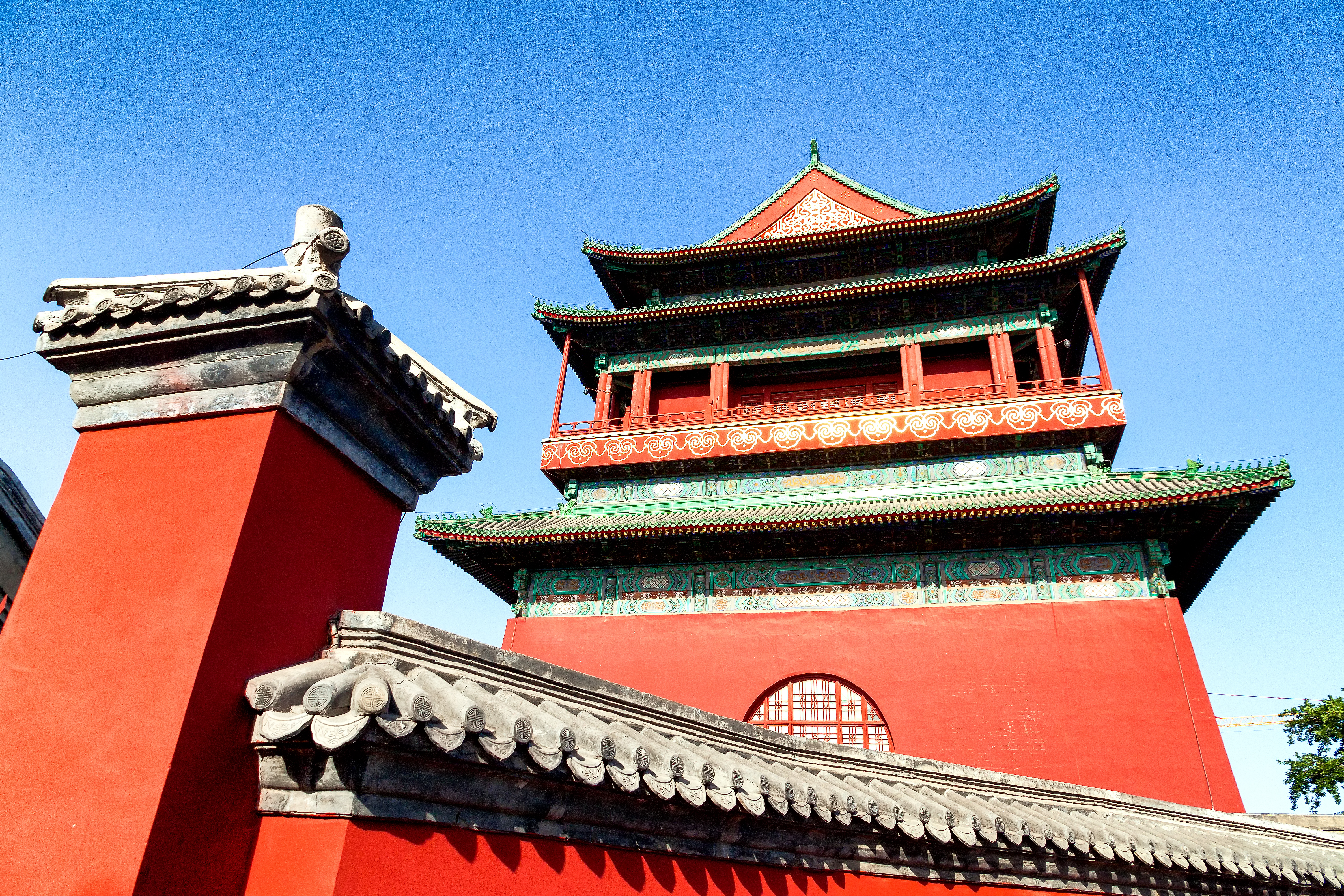
La Torre del Tamburo di Pechino, traguardo finale della prima edizione.

La prima edizione di Pékin Express, sottotitolata La Route du Transsibérien (La Rotta della Transiberiana), è stata condotta da Stéphane Rotenberg ed è stata trasmessa su M6 dal 15 gennaio al 1 aprile 2006, per un totale di dodici puntate. Il via alla gara è stato dato a Parigi davanti alla Torre Eiffel ma il percorso ha avuto inizio in Russia, a Pskov, ed è poi proseguito attraverso Mongolia e Cina, concludendosi a Pechino alla Torre del Tamburo. L'edizione è stata vinta dalla coppia di amici composta da Fathi e Médi, che hanno intascato 31 000 € dei 50 000 € in palio.
Classifica
| Classifica | Coppia               | Stato                |
| ---------- | -------------------- | -------------------- |
| 1°         | Fathi e Médi         | Vincitori            |
| 2°         | Patrick e Cristophe  | Secondi classificati |
| 3°         | Paul e Louis         | Eliminati            |
| 4°         | Carolina e Stéphane  | Eliminati            |
| 5°         | Daisi e Nina         | Eliminate            |
| 6°         | Nicolas e Nancy      | Eliminati            |
| 7°         | Ernest e Odile       | Eliminati            |
| 8°         | Steeve ed Emmanuelle | Eliminati            |
| 9°         | Aude e Alexandra     | Eliminate            |
| 10°        | Christophe e Pascal  | Eliminati            |
| 11°        | François e Dalila    | Ritirati             |

### Seconda edizione:Pékin Express - La Route de l'Himalaya(2007)
Paesi:  Cina -  Hong Kong -  Nepal -  India

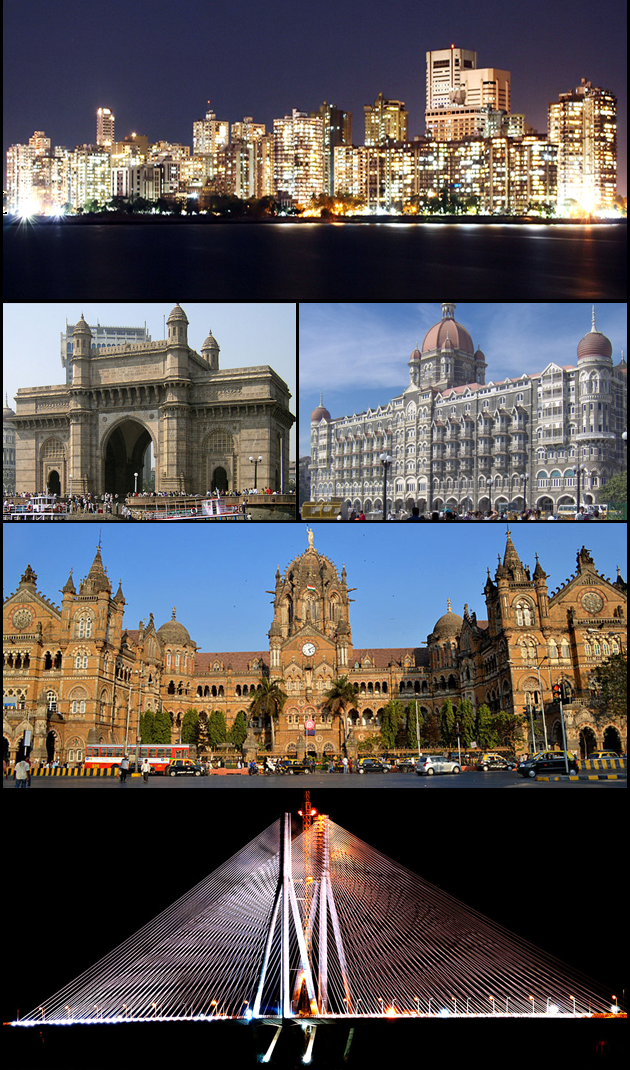
Mumbai, traguardo finale della seconda edizione.

La seconda edizione di Pékin Express, sottotitolata La Route de l'Himalaya (La Rotta dell'Himalaya), è stata condotta da Stéphane Rotenberg ed è stata trasmessa su M6 dal 20 marzo al 22 maggio 2007, per un totale di dodici puntate. Il percorso ha avuto inizio in Cina, al Tempio del Cielo di Pechino, ed è poi proseguito attraverso Hong Kong, Nepal e India, concludendosi a Mumbai agli studi di Bollywood. L'edizione è stata vinta dalla coppia di cugine composta da Nadine e Sylvie, che hanno intascato 52 000 € dei 100 000 € in palio.
Classifica
| Classifica | Coppia               | Stato                |
| ---------- | -------------------- | -------------------- |
| 1°         | Nadine e Sylvie      | Vincitrici           |
| 2°         | Rosalyne e Candice   | Seconde classificate |
| 3°         | Nelly e Fabien       | Eliminati            |
| 4°         | Thomas ed Élie       | Eliminati            |
| 5°         | Geoffroy e Denis     | Ritirati             |
| 6°         | Tibert e Nicole      | Eliminati            |
| 7°         | Guillaume e Nathalie | Eliminati            |
| 8°         | Monique e Séfora     | Eliminate            |
| 9°         | Émilie e Sébastien   | Eliminati            |
| 10°        | Cécilie e Georges    | Ritirati             |
| 11°        | Mehdy e Laurent      | Eliminati            |

### Terza edizione:Pékin Express - La Route des Incas(2008)
Paesi:  Brasile -  Bolivia -  Perù

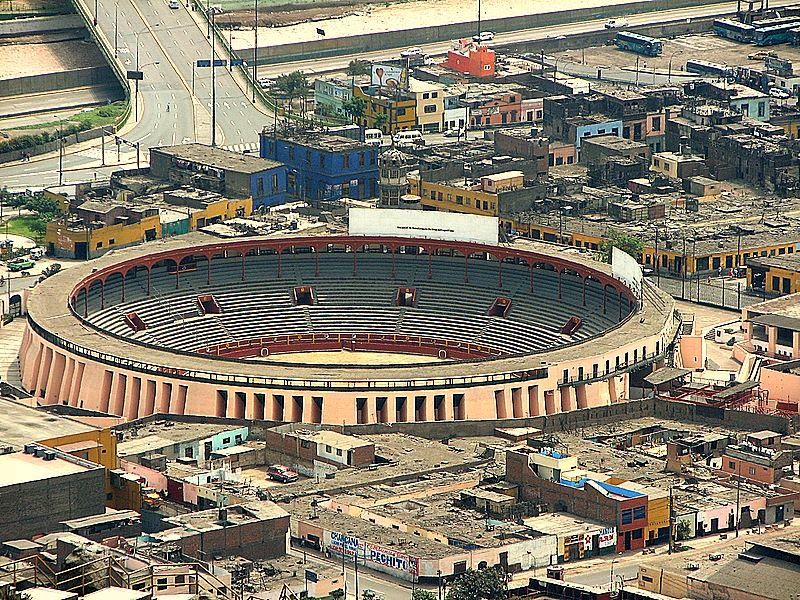
La plaza de toros di Lima, traguardo finale della terza edizione.

La terza edizione di Pékin Express, sottotitolata La Route des Incas (La Rotta degli Inca), è stata condotta da Stéphane Rotenberg ed è stata trasmessa su M6 dal 22 gennaio all'8 aprile 2008, per un totale di tredici puntate. Il percorso ha avuto inizio in Brasile, davanti alla statua del Cristo Redentore di Rio de Janeiro, e poi è proseguito attraverso Bolivia e Perù, concludendosi a Lima alla plaza de toros. L'edizione è stata vinta dalla coppia composta da Gérard e Cédric, padre e figlio, che hanno intascato 46 000 € dei 100 000 € in palio.
Classifica
| Classifica | Coppia               | Stato                |
| ---------- | -------------------- | -------------------- |
| 1°         | Gérard e Cédric      | Vincitori            |
| 2°         | Pauline e Aurélie    | Seconde classificate |
| 3°         | Jean-Pierre e Joël   | Eliminati            |
| 4°         | Maïté e Cynthia      | Eliminati            |
| 5°         | Yasmin e Harold      | Eliminati            |
| 6°         | Christila e Delphine | Eliminate            |
| 7°         | Terence e Olivia     | Ritirati             |
| 8°         | Morta e Loulou       | Eliminati            |
| 9°         | Éric e Pierre        | Eliminati            |
| 10°        | Guillaume e Karine   | Eliminati            |

### Quarta edizione:Pékin Express - La Route des dragons(2009)
Paesi:  Vietnam -  Cambogia -  Laos -  Thailandia -  Indonesia

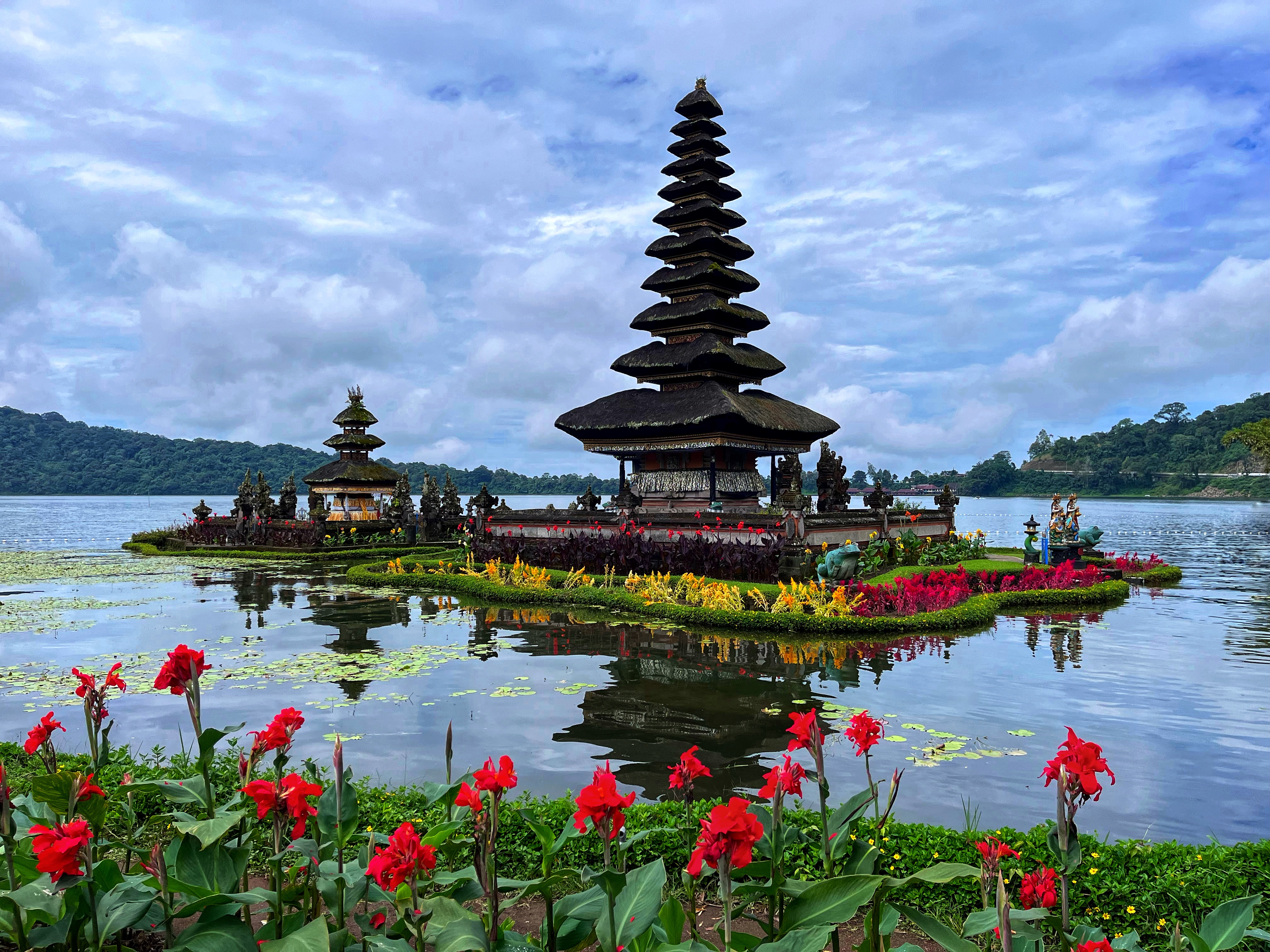
Bali, traguardo finale della quarta edizione.

La quarta edizione di Pékin Express, sottotitolata La Route des dragons (La Rotta dei dragoni), è stata condotta da Stéphane Rotenberg ed è stata trasmessa su M6 dal 25 aprile al 10 luglio 2009, per un totale di dodici puntate. Il percorso ha avuto inizio in Vietnam, nella baia di Ha Long, ed è poi proseguito attraverso Cambogia, Laos, Thailandia e Indonesia, concludendosi sull'isola di Bali, al Lotus Garden Café di Ubud. L'edizione è stata vinta dalla coppia di fidanzati composta da Albert e Laurence, che hanno intascato la vincita massima di 100 000 €.
Classifica
| Classifica | Coppia                | Stato                |
| ---------- | --------------------- | -------------------- |
| 1°         | Albert e Laurence     | Vincitori            |
| 2°         | Jean-Luc e Caroline   | Secondi classificati |
| 3°         | Marcelle e Nicole     | Eliminate            |
| 4°         | Jacky e Alexia        | Eliminati            |
| 5°         | Hocine e Sébastien    | Eliminati            |
| 6°         | Christopher e Anthony | Eliminati            |
| 7°         | Marlène e Corinne     | Eliminate            |
| 8°         | Hervé e Olivier       | Eliminati            |
| 9°         | Thérèse e Claudine    | Eliminate            |
| 10°        | Lionel e Pauline      | Eliminati            |

### Quinta edizione:Pékin Express - La Route du bout du monde(2010)
Paesi:  Ecuador -  Cile -  Argentina

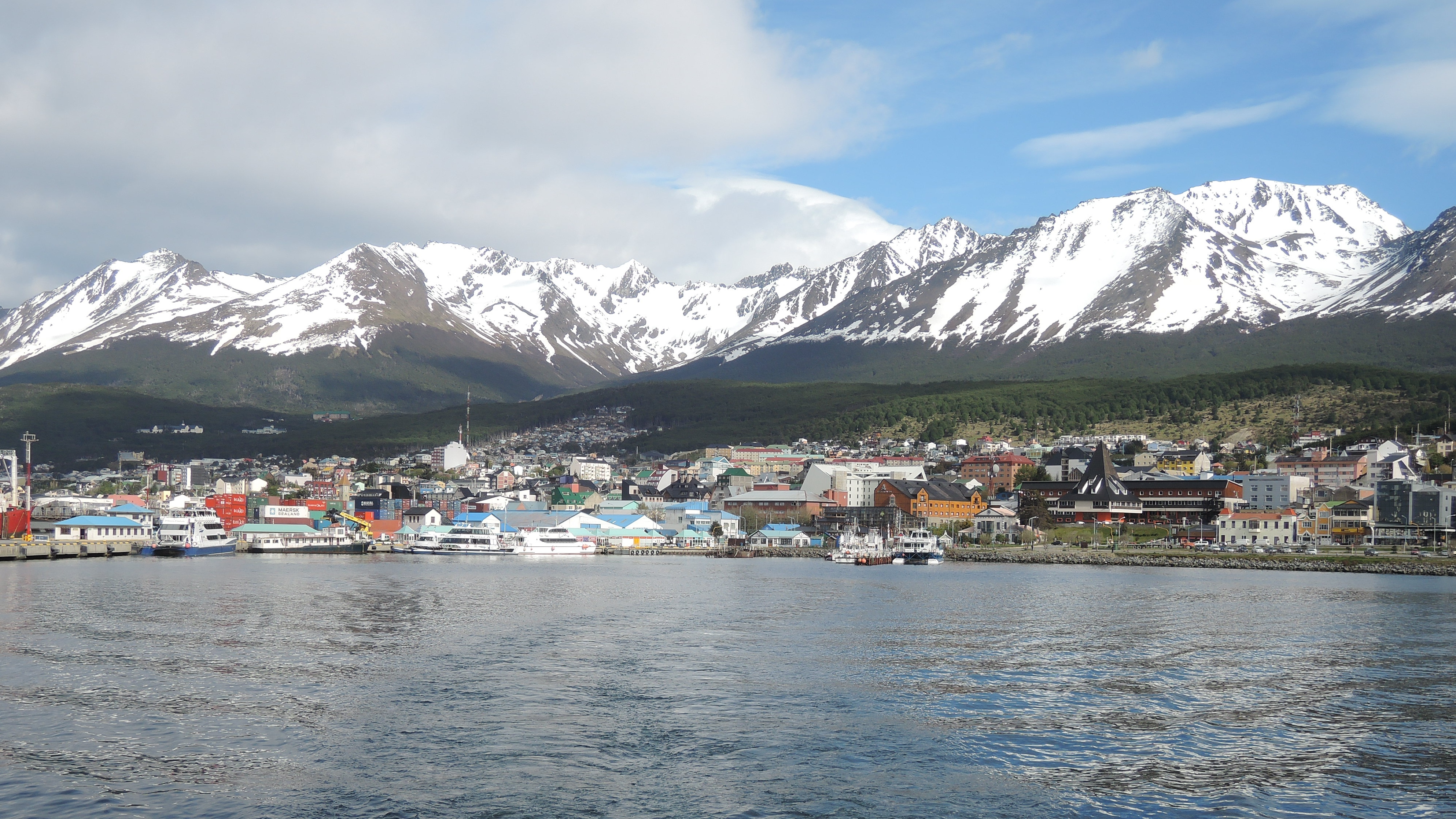
Ushuaia, traguardo finale della quinta edizione.

La quinta edizione di Pékin Express, sottotitolata La Route du bout du monde (La Rotta della fine del mondo), è stata condotta da Stéphane Rotenberg ed è stata trasmessa su M6 dal 13 aprile al 29 giugno 2010, per un totale di dodici puntate. Il percorso ha avuto inizio in Ecuador, sulla linea dell'equatore nella foresta amazzonica, ed è poi proseguito attraverso Cile e Argentina, concludendosi a Ushuaia sui monti Martial. L'edizione è stata vinta dalla coppia di sportivi composta da Cécilia e Matthieu, che hanno intascato la vincita massima di 100 000 €.
Classifica
| Classifica | Coppia               | Stato                |
| ---------- | -------------------- | -------------------- |
| 1°         | Cécilia e Matthieu   | Vincitori            |
| 2°         | Yousra e Randa       | Seconde classificate |
| 3°         | Frédéric e Jessica   | Eliminati            |
| 4°         | Solange ed Hervé     | Eliminati            |
| 5°         | Hoang e Quyen        | Eliminati            |
| 6°         | Fabrice e Nicolas    | Eliminati            |
| 7°         | Sabine e Stéphanie   | Eliminate            |
| 8°         | Chloé e Anne-Marie   | Ritirate             |
| 9°         | Christophe e Florian | Eliminati            |
| 10°        | Patrick e Nino       | Eliminati            |

### Sesta edizione:Pékin Express - Duos de choc(2010) (edizione speciale)
Paesi:  India

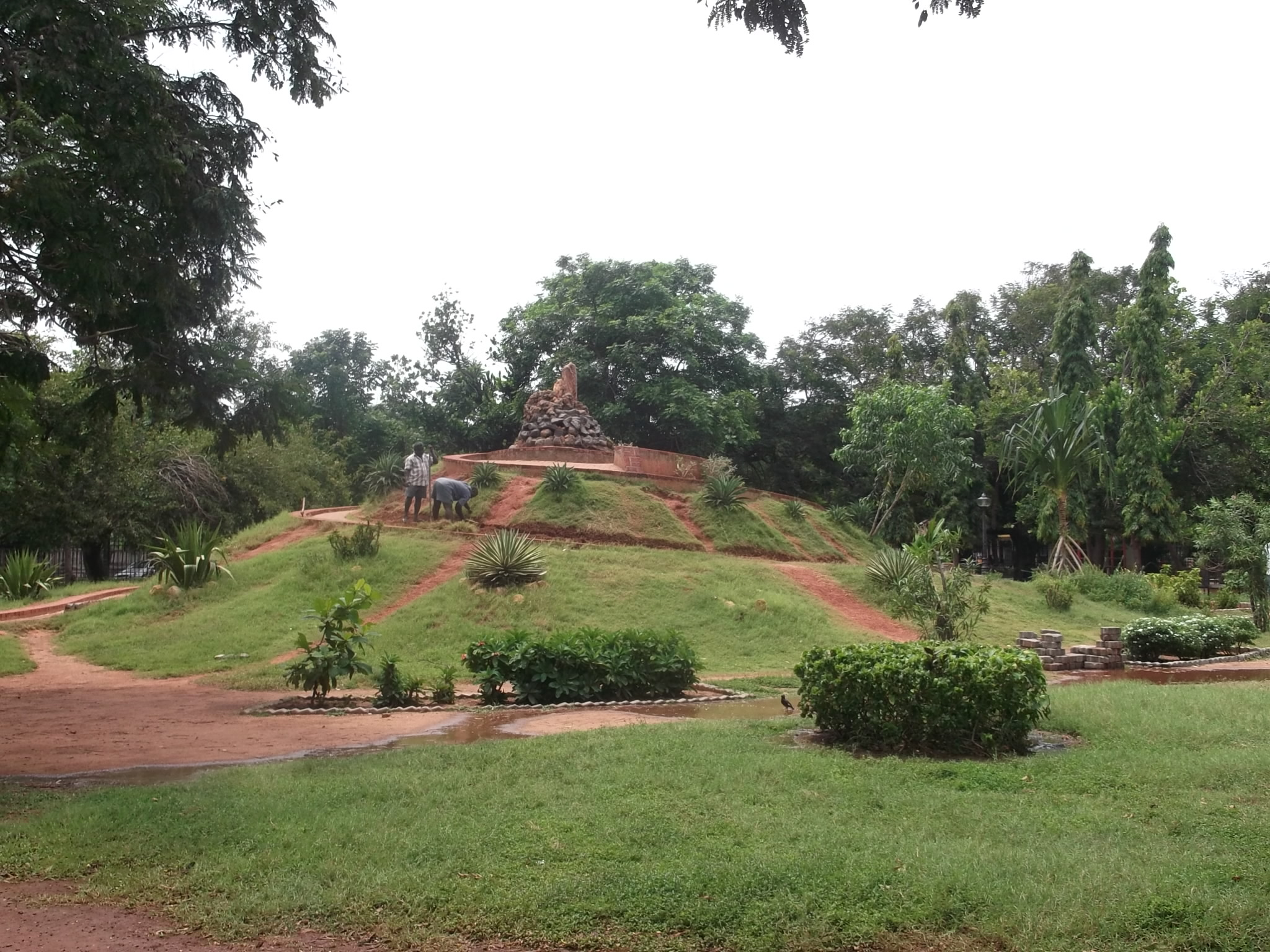
Il Bharati Park di Puducherry, traguardo finale della sesta edizione.

La sesta edizione di Pékin Express, sottotitolata Duos de choc (Coppie shock), è stata condotta da Stéphane Rotenberg ed è stata trasmessa su M6 dal 6 novembre al 25 dicembre 2010, per un totale di otto puntate.
Questa è stata un'edizione speciale, in cui quasi tutti i componenti delle coppie erano famosi e i soldi vinti sono stati devoluti in beneficenza ad associazioni scelte da ciascuna coppia.
Il percorso si è sviluppato in un solo paese, l'India. È cominciato a Bhatwari, ai piedi dell'Himalaya e si è concluso al Bharati Park di Puducherry. L'edizione è stata vinta dalla coppia di estranei composta dall'ex atleta Taïg Khris e da Chloé, concorrente della quinta edizione. La coppia ha vinto 30 000 € dei 50 000 € in palio, devoluti all'Unicef.
Classifica
| Classifica | Coppia                                    | Stato                | Vincita                                        |
| ---------- | ----------------------------------------- | -------------------- | ---------------------------------------------- |
| 1°         | Taïg Khris e Chloé                        | Vincitori            | 30 000 € (per l'Unicef)                        |
| 2°         | Victoria Monfort/Hoang e Frédéric Lama    | Secondi classificati | 20 000 € (per Face au monde)                   |
| 3°         | Stéphane Plaza e Sandrine Corman          | Eliminati            | 18 000 € (per CHEM e 30 Millions d'amis)       |
| 4°         | Alain Bouzigues e Jeanne Savary           | Eliminati            | 16 000 € (per Ligue national contre le cancer) |
| 5°         | Emmanuel de Brantes e Albert de Paname    | Eliminati            | 10 000 € (per Action Innocence)                |
| 6°         | Isabelle Morini-Bosc e Christian Califano | Eliminati            | 6 000 € (per Perce-Neige)                      |

### Settima edizione:Pékin Express - La Route des grands fauves(2011)
Paesi:  Egitto -  Kenya -  Tanzania -  Lesotho -  Sudafrica

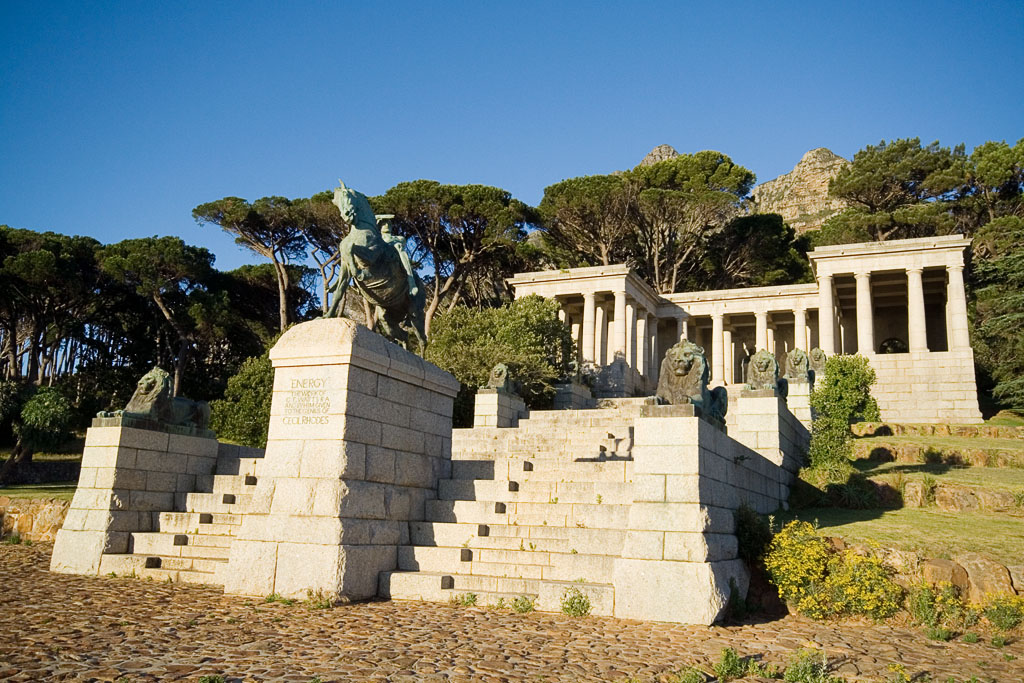
Il Rhodes Memorial di Città del Capo, traguardo finale della settima edizione.

La settima edizione di Pékin Express, sottotitolata La Route des grands fauves (La Rotta dei grandi felini), è stata condotta da Stéphane Rotenberg ed è stata trasmessa su M6 dal 20 aprile al 6 luglio 2011, per un totale di dodici puntate. Il percorso ha avuto inizio in Egitto, ai piedi delle piramidi di Giza, ed è poi proseguito attraverso Kenya, Tanzania, Lesotho e Sudafrica, concludendosi al Rhodes Memorial di Città del Capo. L'edizione è stata vinta dalla coppia di borghesi composta da Jean-Pierre e François, che hanno intascato 7 000 € dei 100 000 € in palio.
Classifica
| Classifica | Coppia                 | Stato                |
| ---------- | ---------------------- | -------------------- |
| 1°         | Jean-Pierre e François | Vincitori            |
| 2°         | Ludovic e Samuel       | Secondi classificati |
| 3°         | Karim e Leïla          | Eliminati            |
| 4°         | Ingrid e Nicolas       | Eliminati            |
| 5°         | Denis e César          | Eliminati            |
| 6°         | Luc e Clémence         | Eliminati            |
| 7°         | Pierre e Isabel        | Eliminati            |
| 8°         | Laëtitia e Dianéba     | Eliminate            |
| 9°         | Julie e Nathalie       | Eliminate            |
| 10°        | Damien e Noëlla        | Eliminati            |

### Ottava edizione:Pékin Express - Le Passager mystère(2012) (edizione speciale)
Paesi:  Corea del Sud -  Filippine -  Australia

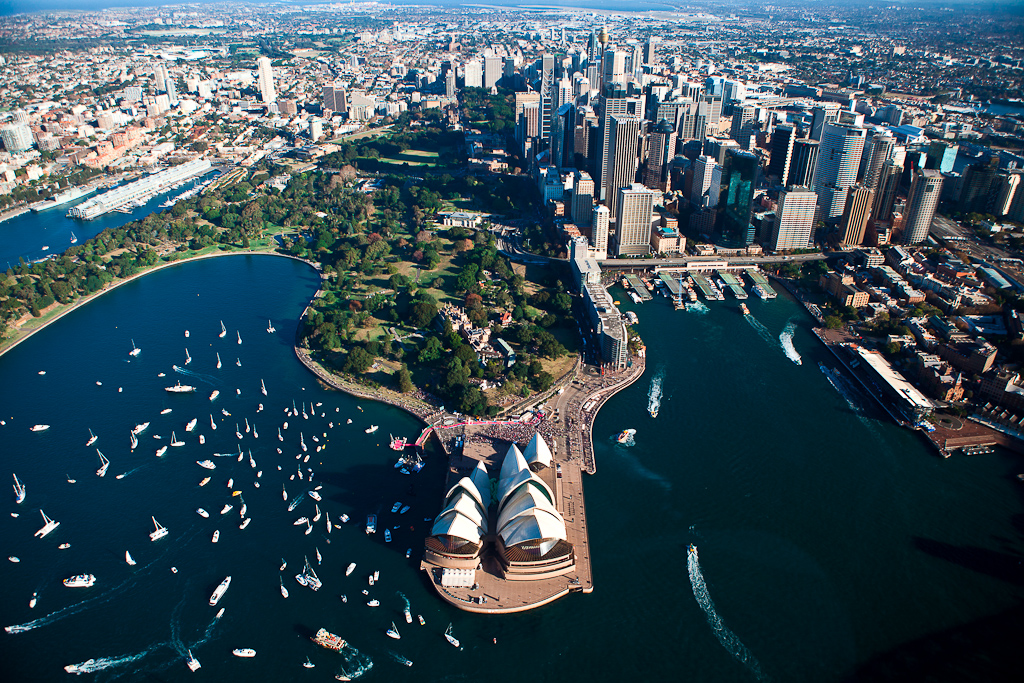
Sydney e i Royal Botanic Gardens, traguardo finale dell'ottava edizione.

L'ottava edizione di Pékin Express, sottotitolata Le Passager mystère (Il passeggero misterioso), è stata condotta da Stéphane Rotenberg ed è stata trasmessa su M6 dal 25 aprile all'11 luglio 2012, per un totale di dodici puntate.
Questa è stata un'edizione speciale, in cui sono tornati in gara concorrenti delle edizioni precedenti. Inoltre, in ogni tappa la coppia che nella tappa precedente è stata a rischio eliminazione ed è stata salvata dalla busta nera ha dovuto viaggiare con un passeggero misterioso (come da sottotitolo), un volto di M6.
Il percorso ha avuto inizio in Corea del Sud, al Gyeongbokgung di Seul, ed è poi proseguito attraverso Filippine e Australia, concludendosi ai Royal Botanic Gardens di Sydney. L'edizione è stata vinta dalla coppia di amici composta da Ludovic e Samuel, secondi classificati nella 7ª edizione, che hanno intascato la vincita massima di 100 000 €.
Classifica
| Classifica | Coppia                                     | Stato                |
| ---------- | ------------------------------------------ | -------------------- |
| 1°         | Ludovic e Samuel (7ª edizione)             | Vincitori            |
| 2°         | Marcelle e Nicole (4ª edizione)            | Seconde classificate |
| 3°         | Frédéric e Jessica (5ª edizione)           | Eliminati            |
| 4°         | Jean-Pierre e François (7ª edizione)       | Eliminati            |
| 5°         | Cécilia (5ª edizione) e Joël (3ª edizione) | Eliminati            |
| 6°         | Gérard e Cédric (3ª edizione)              | Eliminati            |
| 7°         | Damien e Noëlla (7ª edizione)              | Ritirati             |
| 8°         | Morta e Loulou (3ª edizione)               | Eliminati            |

### Nona edizione:Pékin Express - Le Coffre maudit(2013)
Paesi:  Cuba -  Messico -  Stati Uniti

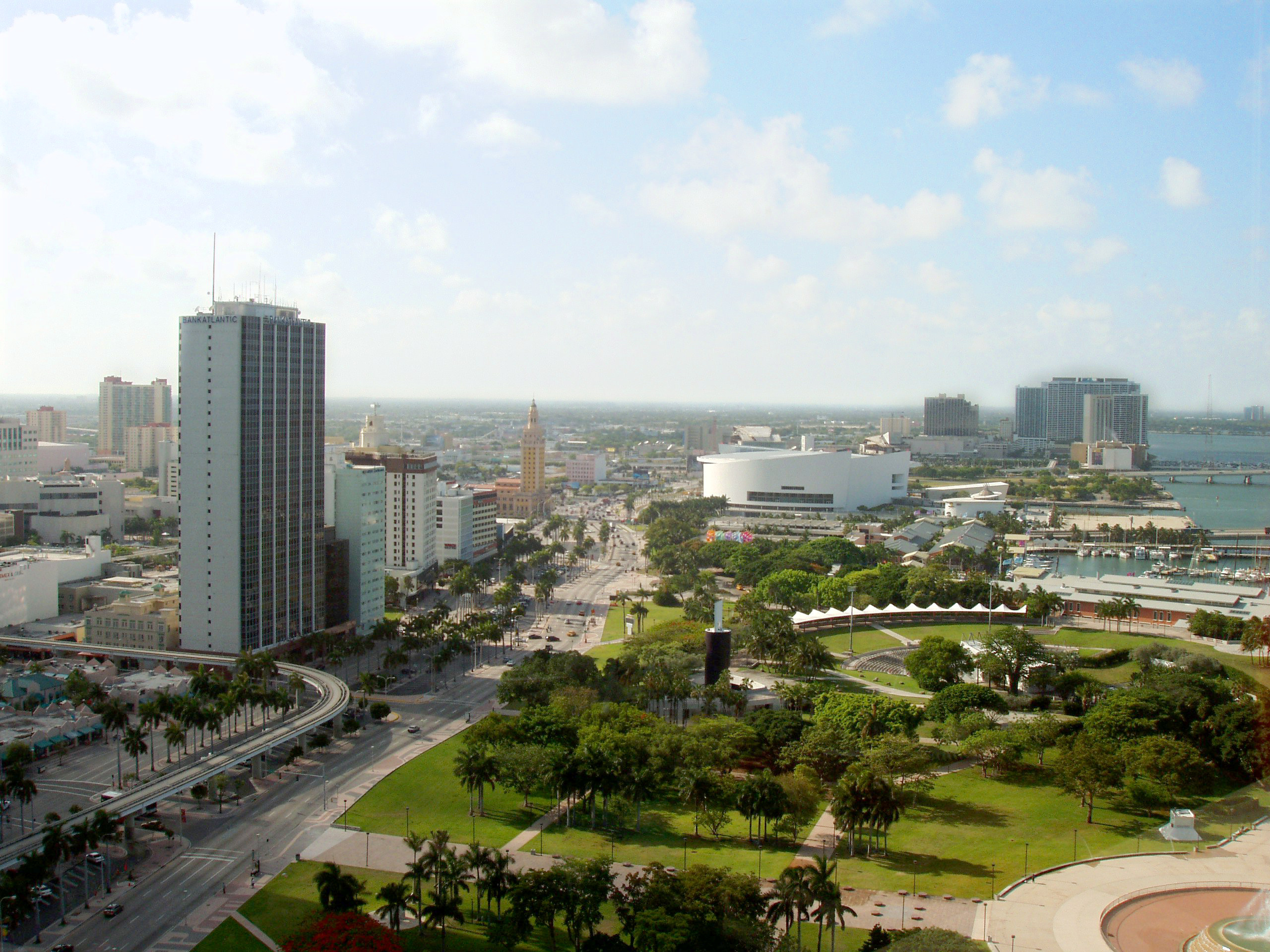
Il Bayfront Park di Miami, traguardo finale della nona edizione.

La nona edizione di Pékin Express, sottotitolata Le Coffre maudit (Il forziere maledetto), è stata condotta da Stéphane Rotenberg ed è stata trasmessa su M6 dal 6 aprile al 19 giugno 2013, per un totale di dodici puntate. Il percorso ha avuto inizio a Cuba, davanti al Campidoglio dell'Avana, ed è poi proseguito attraverso Messico e Stati Uniti, concludendosi al Bayfront Park di Miami. L'edizione è stata vinta dalla coppia di fidanzati composta da Salim e Linda, che hanno intascato 74 220 € dei 100 000 € in palio.
Classifica
| Classifica | Coppia               | Stato                |
| ---------- | -------------------- | -------------------- |
| 1°         | Salim e Linda        | Vincitori            |
| 2°         | Julie e Denis        | Secondi classificati |
| 3°         | Laurent e Laurence   | Eliminati            |
| 4°         | Fabien e Tarik       | Eliminati            |
| 5°         | Cyrielle e Constance | Eliminate            |
| 6°         | Sarah e Denis        | Eliminati            |
| 7°         | Roger e René         | Eliminati            |
| 8°         | Aurore e Charline    | Eliminate            |

### Decima edizione:Pékin Express - À la découverte des mondes inconnus(2014) (edizione speciale)
Paesi:  Birmania -  India -  Bhutan -  Sri Lanka

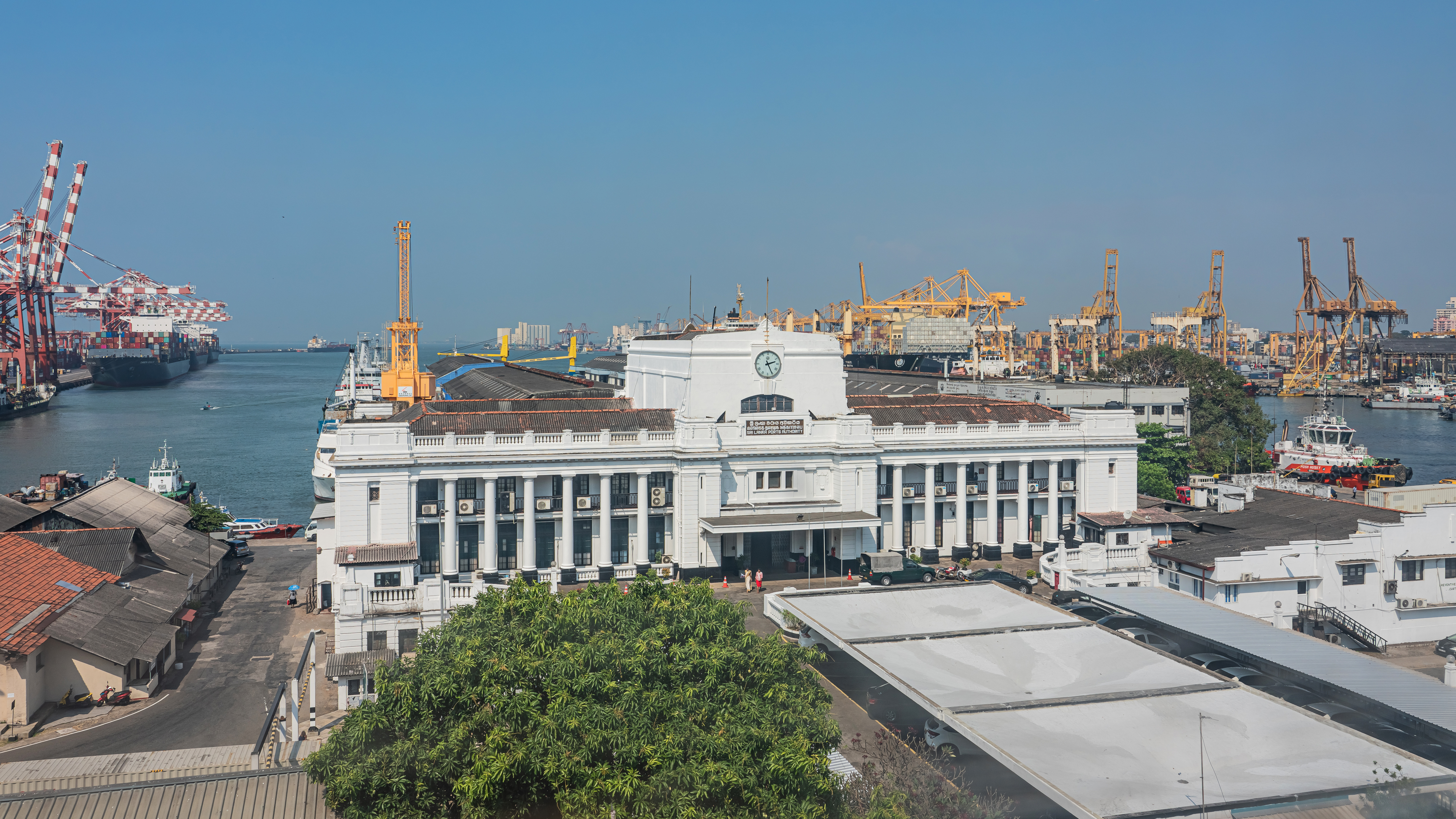
Il porto di Colombo, traguardo finale della decima edizione.

La decima edizione di Pékin Express, sottotitolata À la découverte des mondes inconnus (Alla scoperta di mondi sconosciuti), è stata condotta da Stéphane Rotenberg ed è stata trasmessa su M6 dal 16 aprile al 18 giugno 2014, per un totale di dieci puntate.
Questa è stata un'edizione speciale, in cui ogni coppia era formata da almeno un ex viaggiatore.
Il percorso ha avuto inizio in Birmania, nel villaggio di Man Lwae, ai piedi dell'altopiano Shan, ed è poi proseguito attraverso India, Bhutan e Sri Lanka, concludendosi al porto di Colombo. L'edizione è stata vinta dalla coppia di ex migliori amiche composta da Caroline (4ª edizione) e Sabrina, che hanno intascato 47 495 € dei 50 000 € in palio.
Classifica
| Classifica | Coppia                                | Stato                |
| ---------- | ------------------------------------- | -------------------- |
| 1°         | Caroline (4ª edizione) e Sabrina      | Vincitrici           |
| 2°         | Daisi (1ª edizione) e Natascha        | Seconde classificate |
| 3°         | Frédéric (5ª e 8ª edizione) e Chantal | Eliminati            |
| 4°         | Aurélie e Christila (3ª edizione)     | Eliminate            |
| 5°         | Jacky (4ª edizione) e Christian       | Eliminati            |
| 6°         | Denis (9ª edizione) e Jean-Dominique  | Eliminati            |
| 7°         | Noëlla (7ª e 8ª edizione) ed Éric     | Eliminati            |
| 8°         | Jean-Pierre (3ª edizione) e Laura     | Eliminate            |

### Undicesima edizione:Pékin Express - La Course infernale(2018)
Paesi:  Malaysia -  Filippine -  Giappone

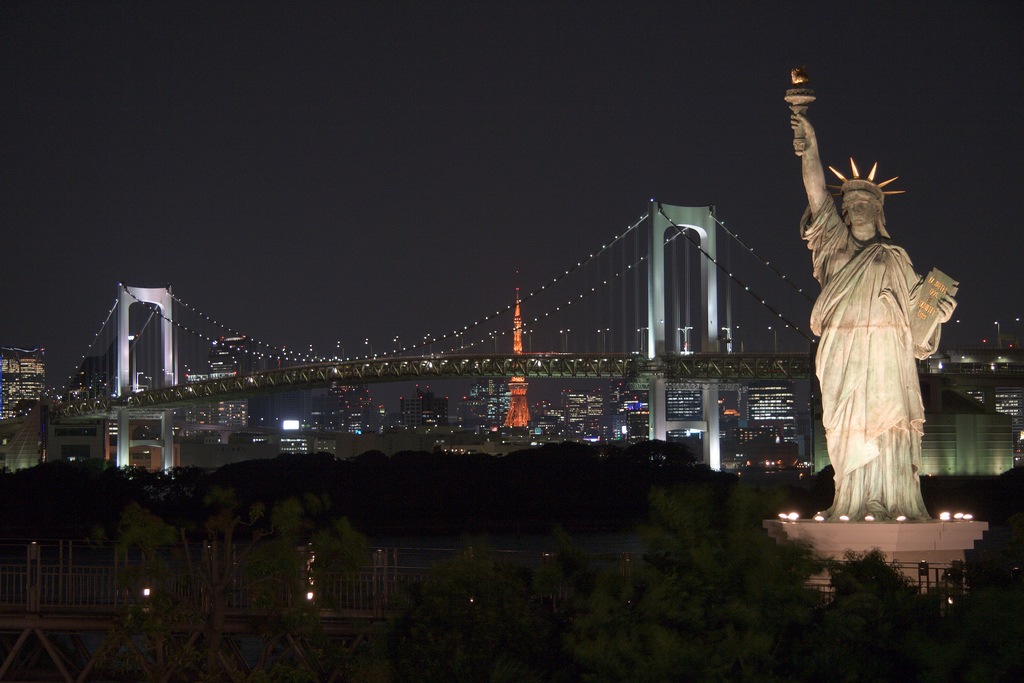
La Statua della Libertà di Odaiba, traguardo finale dell'undicesima edizione.

L'undicesima edizione di Pékin Express, sottotitolata La Course infernale (La Corsa infernale), è stata condotta da Stéphane Rotenberg ed è stata trasmessa su M6 dal 12 luglio al 5 settembre 2018, per un totale di nove puntate. Il percorso ha avuto inizio in Malaysia, all'Aeroporto Internazionale di Kuching, ed è poi proseguito attraverso Filippine e Giappone, concludendosi alla Statua della Libertà di Odaiba, a Tokio. L'edizione è stata vinta dalla coppia composta da Christina e Didier, capa e impiegato rispettivamente, che hanno intascato 98 700 € dei 100 000 € in palio.
Classifica
| Classifica | Coppia             | Stato                |
| ---------- | ------------------ | -------------------- |
| 1°         | Christina e Didier | Vincitori            |
| 2°         | Florian e Gabirel  | Secondi classificati |
| 3°         | Mehdi e Oussama    | Eliminati            |
| 4°         | Maurice e Thierry  | Ritirati             |
| 5°         | Maxime e Alizée    | Eliminati            |
| 6°         | Estelle ed Estelle | Eliminate            |
| 7°         | Martin e Laeticia  | Eliminati            |
| 8°         | Vanessa e Audrey   | Eliminate            |
| 9°         | Élodie e Gaëlle    | Ritirate             |

### Dodicesima edizione:Pékin Express - La Route des 50 volcans(2019)
Paesi:  Guatemala -  Costa Rica -  Colombia

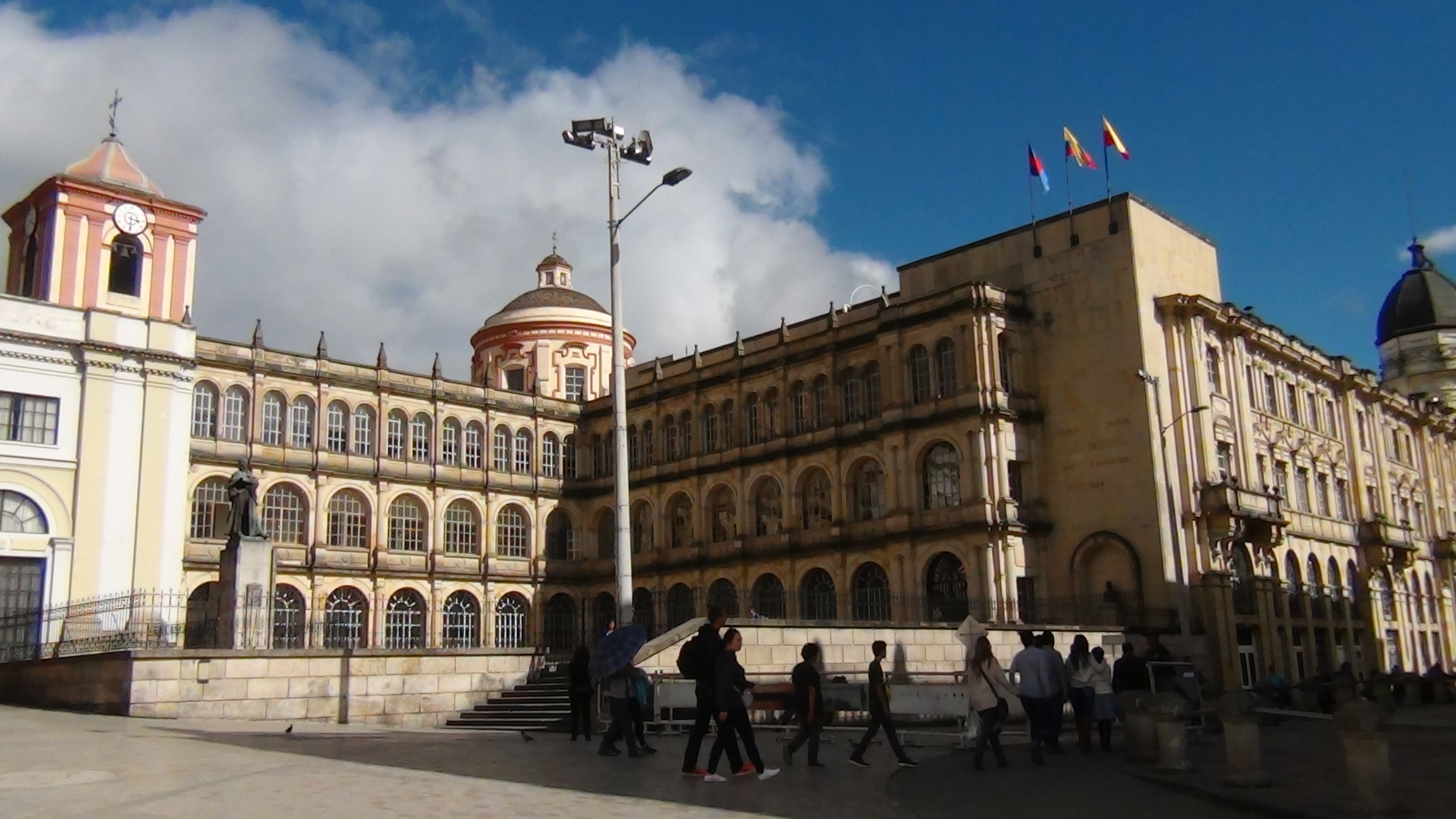
Il Colegio Mayor de San Bartolomé di Bogotà, traguardo finale della dodicesima edizione.

La dodicesima edizione di Pékin Express, sottotitolata La Route des 50 volcans (La Rotta dei 50 vulcani), è stata condotta da Stéphane Rotenberg ed è stata trasmessa su M6 dal 18 luglio al 19 settembre 2019, per un totale di dieci puntate. Il percorso ha avuto inizio in Guatemala, a Panajachel, sulle rive del lago Atitlán, ed è poi proseguito attraverso Costa Rica e Colombia, concludendosi al Colegio Mayor de San Bartolomé di Bogotà. L'edizione è stata vinta dalla coppia di sorelle composta da Laëtitia e Aurélie, che hanno intascato la vincita massima di 100 000 €.
Classifica
| Classifica | Coppia             | Stato                |
| ---------- | ------------------ | -------------------- |
| 1°         | Laëtitia e Aurélie | Vincitrici           |
| 2°         | Mounir e Lydia     | Secondi classificati |
| 3°         | Thomas e Mathieu   | Eliminati            |
| 4°         | Kleofina e Julia   | Eliminate            |
| 5°         | Fabrice e Briac    | Eliminati            |
| 6°         | Steeve e Marine    | Ritirati             |
| 7°         | Fabienne e Jade    | Eliminate            |
| 8°         | Patrice e Benjamin | Eliminati            |

### Tredicesima edizione:Pékin Express - Retour sur la route mythique(2020) (edizione speciale)
Paesi:  Russia -  Cina

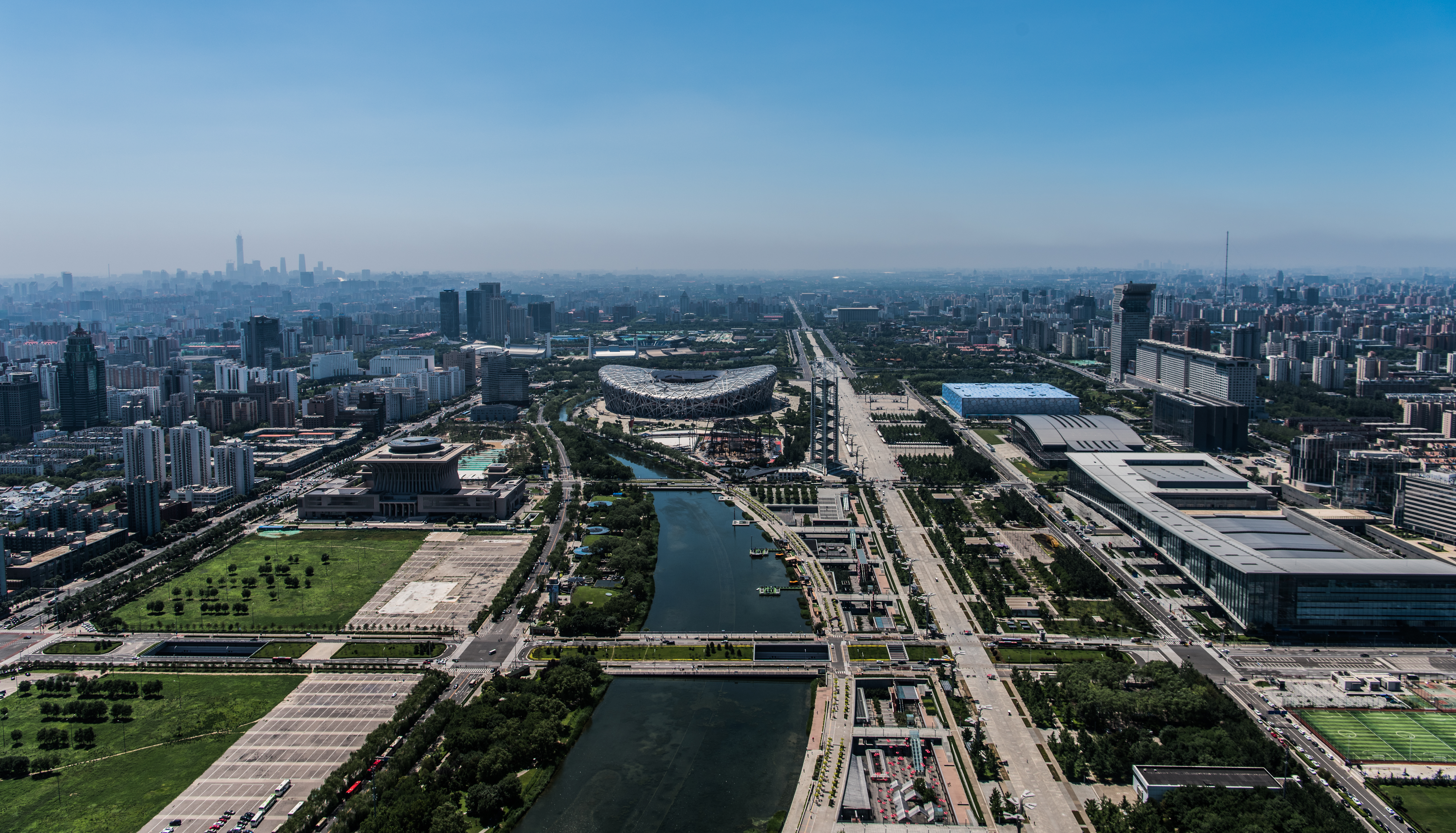
L'Olympic Green di Pechino, traguardo finale della tredicesima edizione

La tredicesima edizione di Pékin Express, sottotitolata Retour sur la route mythique (Ritorno sul percorso leggendario), è stata condotta da Stéphane Rotenberg ed è stata trasmessa su M6 dal 25 febbraio al 7 aprile 2020, per un totale di sei puntate.
Questa è stata un'edizione speciale, in cui sono tornate in gara coppie delle edizioni precedenti. Inoltre il percorso è stato un riferimento a quello della prima edizione. La gara, infatti, ha avuto inizio in Russia, nella Piazza Rossa di Mosca, e si è conclusa in Cina, all'Olympic Green di Pechino. L'edizione è stata vinta dalla coppia composta da Julie e Denis, secondi classificati nella 9ª edizione, che hanno intascato la vincita massima di 100 000 €.
Classifica
| Classifica | Coppia                                        | Stato                |
| ---------- | --------------------------------------------- | -------------------- |
| 1°         | Julie e Denis (9ª edizione)                   | Vincitori            |
| 2°         | Pauline e Aurélie (3ª edizione)               | Seconde classificate |
| 3°         | Thomas e Mathieu (12ª edizione)               | Eliminati            |
| 4°         | Maxime e Alizée (11ª edizione)                | Eliminati            |
| 5°         | Fabrice (12ª edizione) e Ingrid (7ª edizione) | Eliminati            |
| 6°         | Cécilia e Matthieu (5ª edizione)              | Eliminati            |
| 7°         | Maurice e Thierry (11ª edizione)              | Eliminati            |

### Quattordicesima edizione:Pékin Express - Sur les pistes de la Terre Rouge/La Route des 3 continents(2021)
Paesi:  Uganda -  Grecia -  Turchia

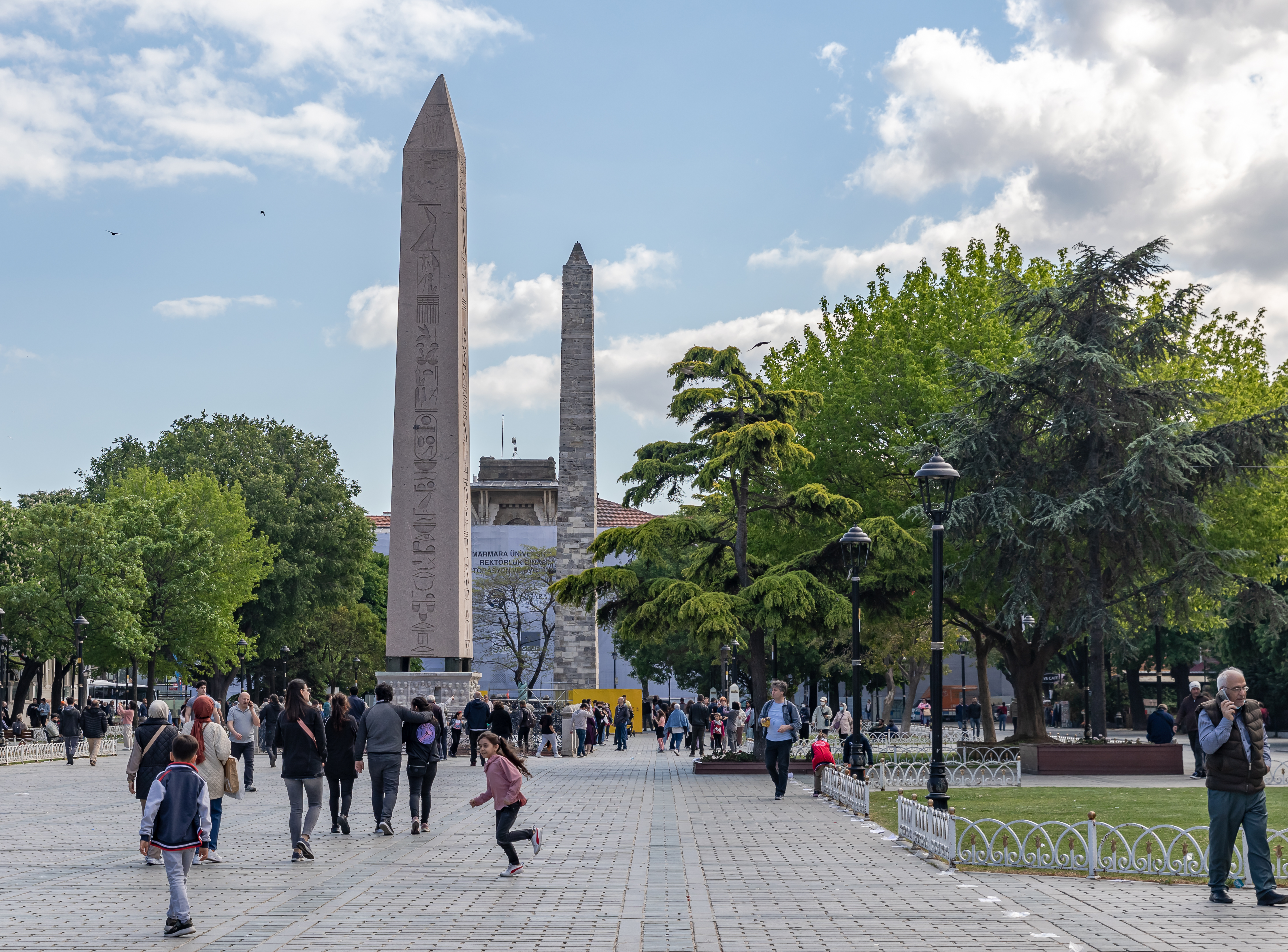
L'Ippodromo di Costantinopoli, traguardo finale della quattordicesima edizione.

La quattordicesima edizione di Pékin Express, sottotitolata Sur les pistes de la Terre Rouge (Sui sentieri di terra rossa) nelle prime 3 tappe e La Route des 3 continents (La Rotta dei 3 continenti) a partire dalla quarta, è stata condotta da Stéphane Rotenberg ed è stata trasmessa su M6 dal 23 febbraio al 27 aprile 2021, per un totale di dieci puntate. Il percorso è cominciato in Uganda, all'Aeroporto Internazionale di Entebbe, e inizialmente doveva proseguire attraverso l'Etiopia e gli Emirati Arabi Uniti, per concludersi a Dubai. Ma dopo le riprese delle prime 3 tappe, in Uganda, i viaggiatori e la troupe sono dovuti rientrare in Francia a causa della chiusura delle frontiere per la pandemia di COVID-19. Successivamente le registrazioni sono ricominciate ma seguendo un percorso modificato: la gara è stata ripresa in Grecia e si è conclusa in Turchia, all'Ippodromo di Costantinopoli, a Istanbul.
L'edizione è stata vinta dalla coppia composta da Christophe e Claire, padre e figlia, che hanno intascato 58 730 € dei 100 000 € in palio.
Classifica
| Classifica | Coppia                | Stato                |
| ---------- | --------------------- | -------------------- |
| 1°         | Christophe e Claire   | Vincitori            |
| 2°         | Rose-Marie e Cinzia   | Seconde classificate |
| 3°         | Florent e Noël        | Eliminati            |
| 4°         | Pierre-Louis e Arnaud | Eliminati            |
| 5°         | Aurore e Jonathan     | Ritirati             |
| 6°         | Kaoutar e Nour        | Eliminate            |
| 7°         | Crisoula e Jenny      | Eliminate            |
| 8°         | Loïc e Sabine         | Eliminati            |

### Quindicesima edizione:Pékin Express - Sur les terres de l'aigle royal(2022)
Paesi:  Kirghizistan -  Uzbekistan -  Giordania -  Emirati Arabi Uniti

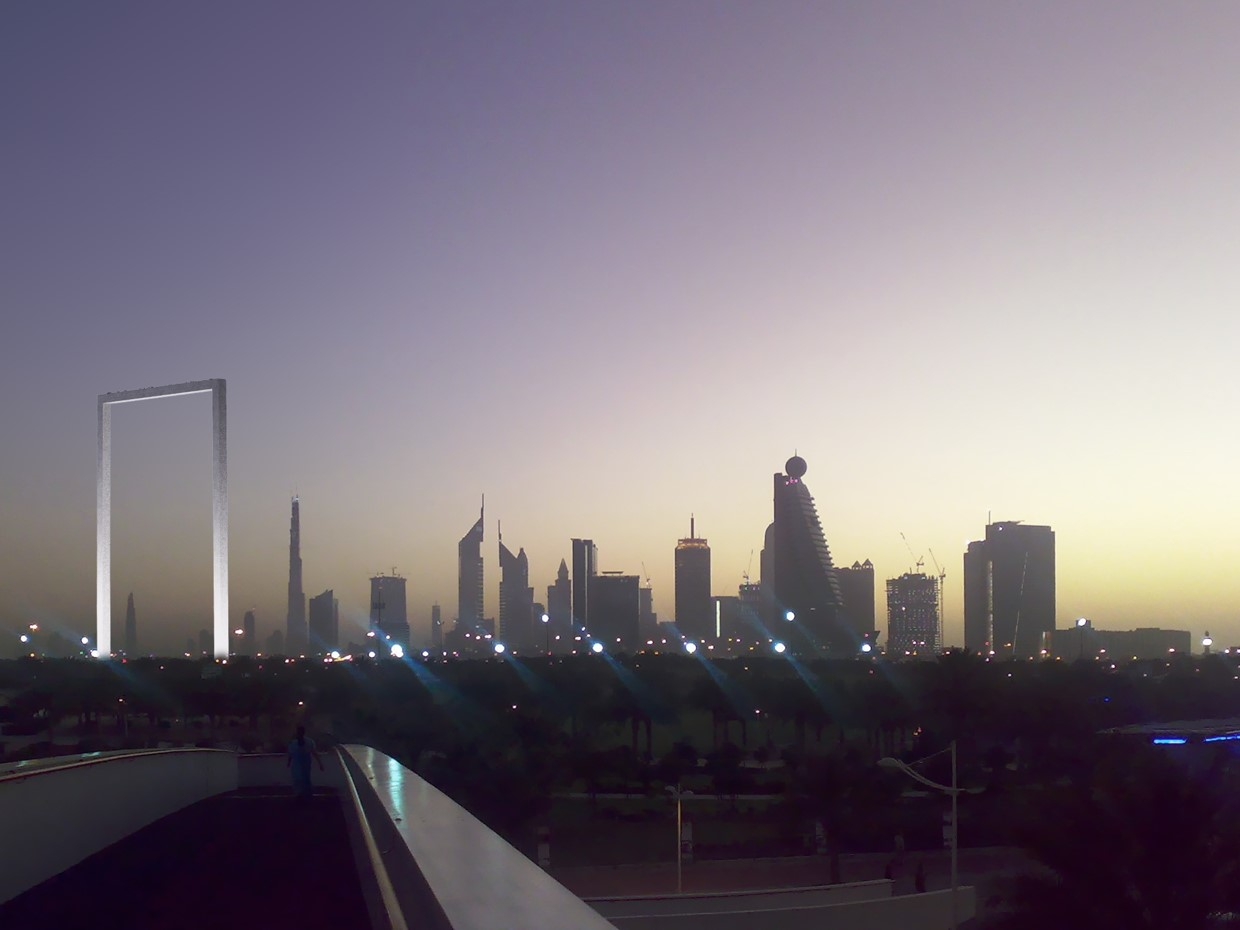
Dubai e il Dubai Frame, traguardo finale della quindicesima edizione.

La quindicesima edizione di Pékin Express, sottotitolata Sur les terres de l'aigle royal (Nelle terre dell'aquila reale), è stata condotta da Stéphane Rotenberg ed è stata trasmessa su M6 dal 10 febbraio al 14 aprile 2022, per un totale di dieci puntate. Il percorso ha avuto inizio in Kirghizistan, sulle rive del lago Songköl, ed è poi proseguito attraverso Uzbekistan, Giordania ed Emirati Arabi Uniti, concludendosi al Dubai Frame di Dubai. L'edizione è stata vinta dalla coppia di fratelli belgi composta da Lucas e Nicolas, che hanno intascato la vincita massima di 100 000 €.
Classifica
| Classifica | Coppia             | Stato                |
| ---------- | ------------------ | -------------------- |
| 1°         | Lucas e Nicolas    | Vincitori            |
| 2°         | Fanny e Jérémy     | Secondi classificati |
| 3°         | Ahmed e Tarik      | Eliminati            |
| 4°         | Alex e Jean-Claude | Ritirati             |
| 5°         | Charlotte e Sarah  | Eliminate            |
| 6°         | Arlette e Caroline | Eliminate            |
| 7°         | Étienne e Vanessa  | Ritirati             |
| 8°         | Alex e Sylvie      | Eliminati            |

### Sedicesima edizione:Pékin Express - Duos de choc(2022) (edizione speciale)
Paesi:  Sri Lanka

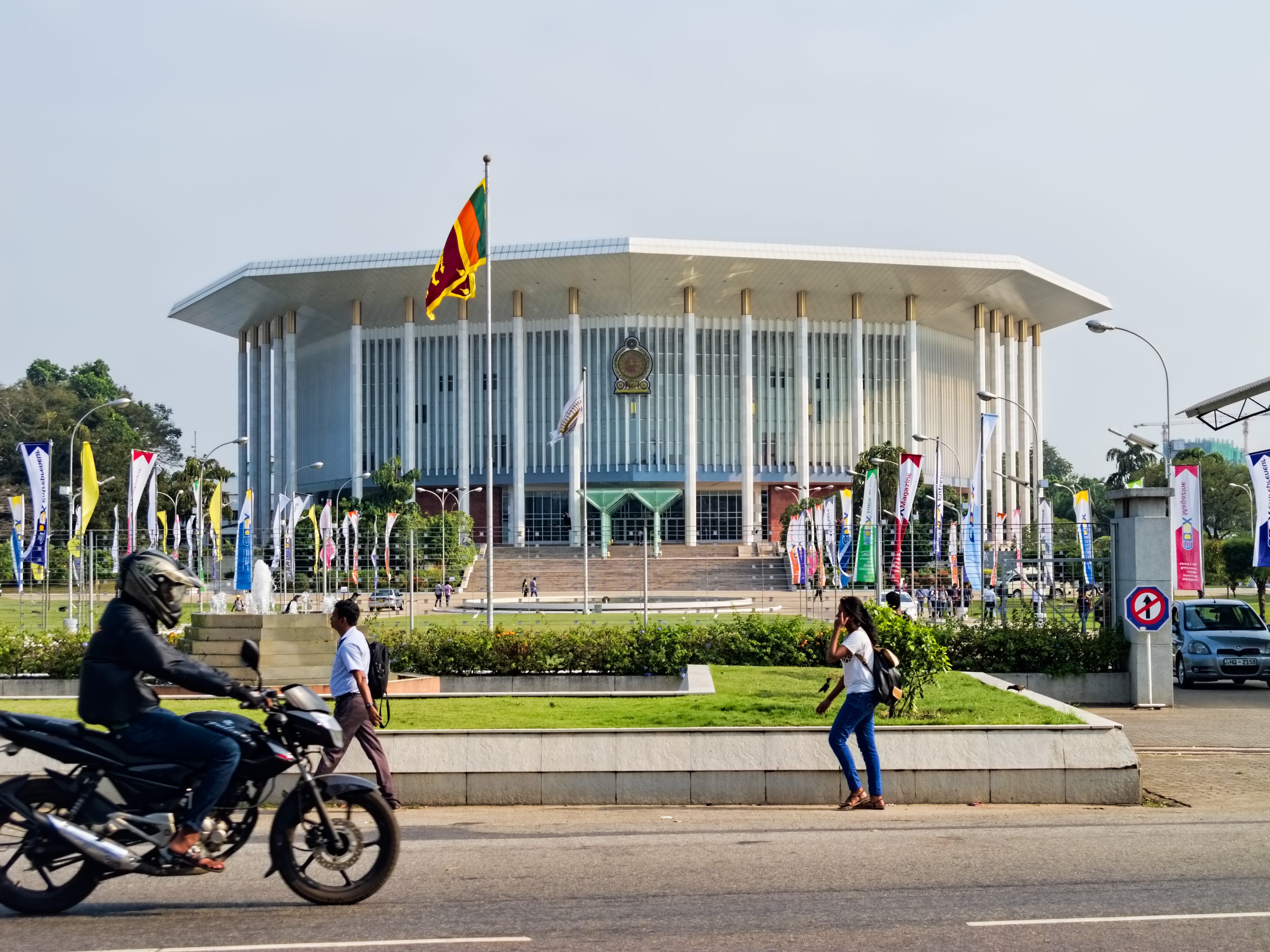
Il Bandaranaike Memorial di Colombo, traguardo finale della sedicesima edizione.

La sedicesima edizione di Pékin Express, sottotitolata Duos de choc (Coppie shock), è stata condotta da Stéphane Rotenberg ed è stata trasmessa su M6 dal 6 luglio al 10 agosto 2022, per un totale di sei puntate.
Questa è stata un'edizione speciale, in cui quasi tutti i componenti delle coppie erano famosi e i soldi vinti sono stati devoluti in beneficenza ad associazioni scelte da ciascuna coppia.
Il percorso si è sviluppato in un solo paese, lo Sri Lanka. È cominciato a Negombo, all'Aeroporto Internazionale Bandaranaike, e si è concluso al Bandaranaike Memorial di Colombo.
L'edizione è stata vinta dalla coppia composta dall'attrice e comica Inès Reg e la sorella Anaïs. La coppia ha vinto 21 000 €, che ha devoluto all'associazione benefica Utopia 56.
Classifica
| Classifica | Coppia                            | Stato                | Vincita                                |
| ---------- | --------------------------------- | -------------------- | -------------------------------------- |
| 1°         | Inès Reg e Anaïs                  | Vincitrici           | 21 000 € (per Utopia 56)               |
| 2°         | Rachel Legrain-Trapani e Valentin | Secondi classificati | 12 000 € (per Accolade)                |
| 3°         | Valérie Trierweiler e Karine      | Eliminate            | 9 000 € (per Secours Populaire)        |
| 4°         | Xavier Domergue e Yoann Riou      | Eliminati            | 4 000 € (per Wonder Augustine ed SNSM) |
| 5°         | Just Riadh e Abdallah             | Eliminati            | 3 000 € (per Les déterminés)           |
| 6°         | Théo Curin e Anne                 | Eliminati            | 2 000 € (per Aoutur des Williams)      |

### Diciassettesima edizione:Pékin Express - Le Choix secret(2023)
Paesi:  Bolivia -  Paraguay -  Brasile

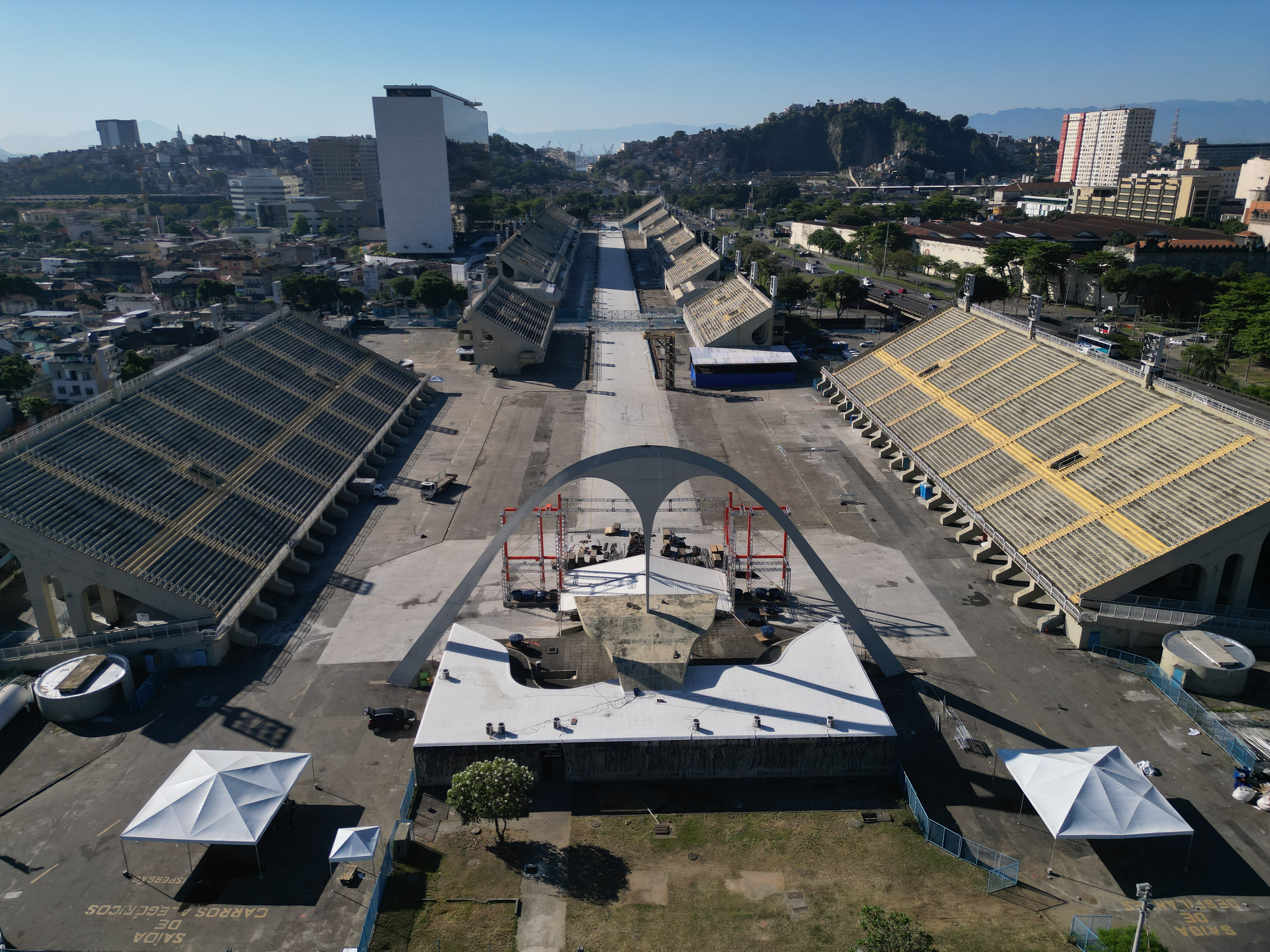
Il sambodromo di Rio de Janeiro, traguardo finale della diciassettesima edizione.

La diciassettesima edizione di Pékin Express, sottotitolata Le Choix secret (La scelta segreta), è stata condotta da Stéphane Rotenberg ed è stata trasmessa su M6 dal 16 febbraio al 20 aprile 2023, per un totale di dieci puntate. Il percorso ha avuto inizio in Bolivia, sulle rive del lago Titicaca, ed è poi proseguito attraverso Paraguay e Brasile, concludendosi al sambodromo di Rio de Janeiro. L'edizione è stata vinta dalla coppia composta da Xavier e Céline, capo e impiegata rispettivamente, che hanno intascato 31 280 € dei 100 000 € in palio.
Classifica
| Classifica | Coppia              | Stato                |
| ---------- | ------------------- | -------------------- |
| 1°         | Xavier e Céline     | Vincitori            |
| 2°         | Alexandre e Chirine | Secondi classificati |
| 3°         | Alexandra e Laura   | Eliminate            |
| 4°         | Clément e Émeline   | Eliminati            |
| 5°         | Nathalie e Angie    | Eliminate            |
| 6°         | Paloma e Jason      | Eliminati            |
| 7°         | Tanguy e Florian    | Eliminati            |
| 8°         | Cyrille e Luc       | Eliminati            |
| 9°         | Colette e Léa       | Eliminate            |

### Diciottesima edizione:Pékin Express - Sur les traces du tigre d'or(2024)
Paesi:  Indonesia -  Malaysia -  Vietnam

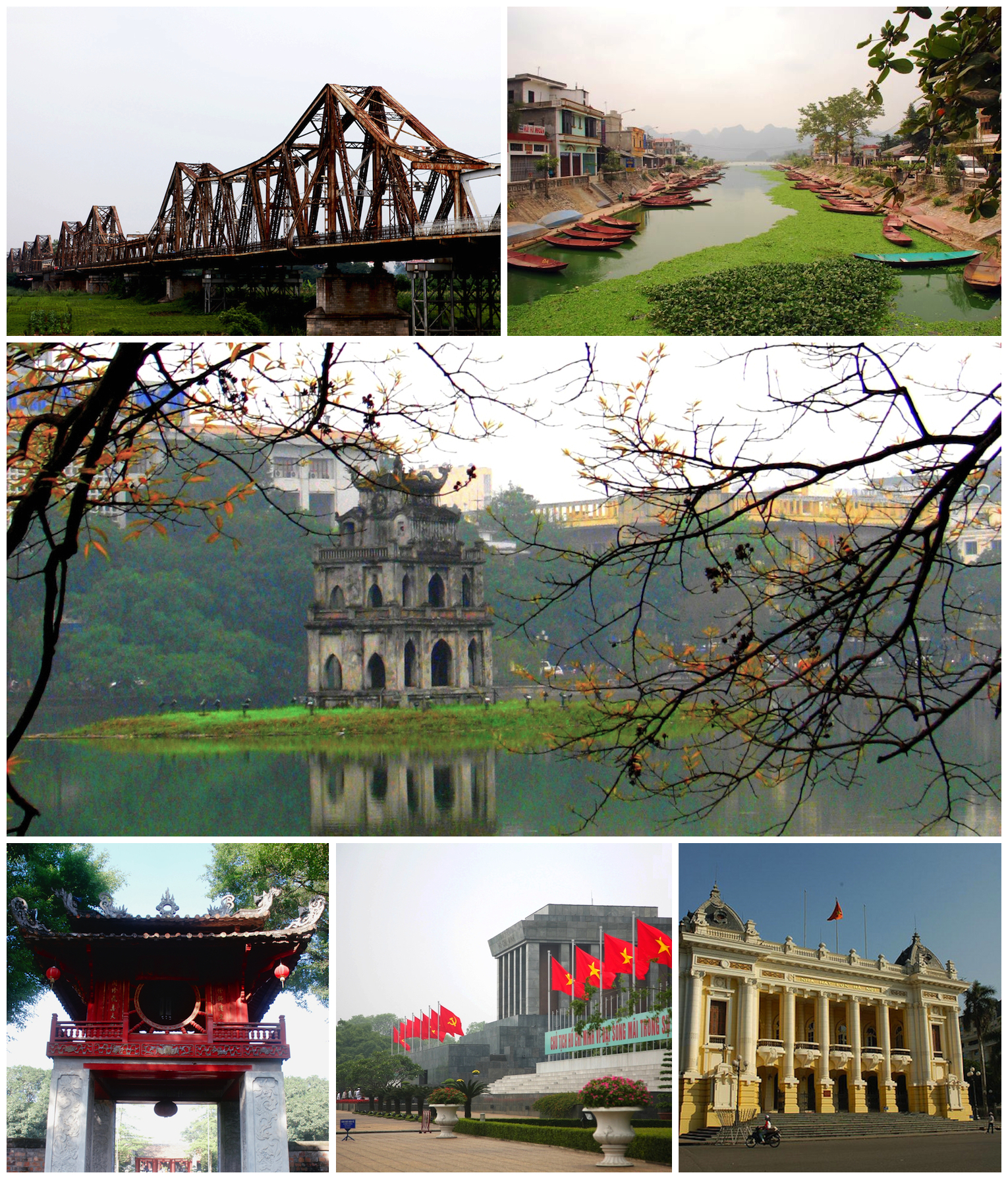
Hanoi, traguardo finale della diciottesima edizione

La diciottesima edizione di Pékin Express, sottotitolata Sur les traces du tigre d'or (Sulle orme della tigre d'oro), è stata condotta da Stéphane Rotenberg ed è stata trasmessa su M6 dall'8 febbraio al 4 maggio 2024, per un totale di dieci puntate. Il percorso ha avuto inizio in Indonesia, sull'isola di Bali, sulle rive del lago Batur, ed è poi proseguito attraverso Malaysia e Vietnam, dove si è concluso alla pagoda di Long Hung ad Hanoi.
L'edizione è stata vinta dalla coppia composta dal parrucchiere Romain e dalla sua cliente Laura, che hanno intascato 77 660 € dei 100 000 € in palio.
Classifica
| Classifica | Coppia             | Stato                |
| ---------- | ------------------ | -------------------- |
| 1°         | Romain e Laura     | Vincitori            |
| 2°         | Patricia e Jessica | Seconde classificate |
| 3°         | Flavie e Jérémy    | Eliminati            |
| 4°         | Louison e Ryad     | Eliminati            |
| 5°         | Jérôme ed Emma     | Eliminati            |
| 6°         | Patrick e Myriam   | Ritirati             |
| 7°         | Mahdy e Manu       | Ritirati             |
| 8°         | Lola e Inès        | Eliminate            |
| 9°         | Brandon e Nathan   | Ritirati             |

### Diciannovesima edizione:Pékin Express - L'épopée des Maharadjas(2024) (edizione speciale)
Paesi:  India

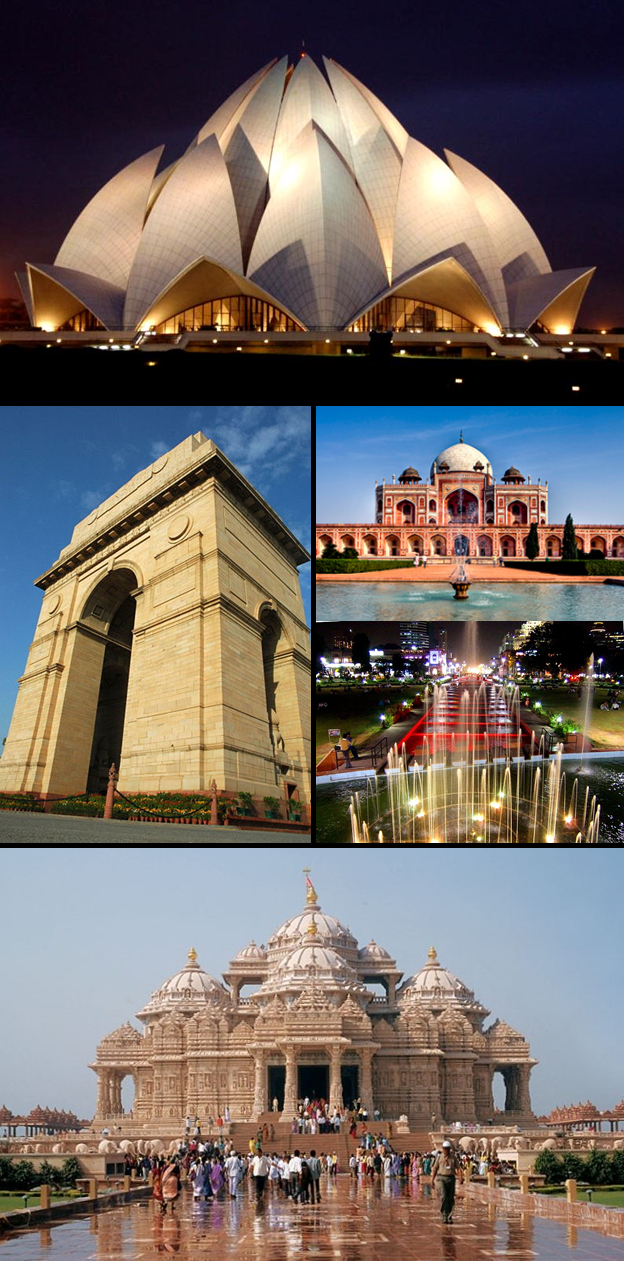
Delhi, traguardo finale della diciannovesima edizione.

La diciannovesima edizione di Pékin Express, sottotitolata L'épopée des Maharadjas (L'epopea dei maragià), è stata condotta da Stéphane Rotenberg ed è stata trasmessa su M6 dal 14 settembre al 19 ottobre 2024, per un totale di sei puntate.
Questa è un'edizione speciale all stars, con ex coppie partecipanti.
Il percorso si è sviluppato in un solo paese, l'India. È cominciato ad Agra e si è concluso all'università Gautam Buddha di Greater Noida, vicino a Delhi.
L'edizione è stata vinta dalla coppia formata da Jean-Claude e Axel, nonno e nipote quarti classificati nella 15ª edizione, i quali non hanno intascato nulla del montepremi in palio di 50 000 €.
Classifica
| Classifica | Coppia                            | Stato                |
| ---------- | --------------------------------- | -------------------- |
| 1°         | Jean-Claude e Axel (15ª edizione) | Vincitori            |
| 2°         | Émeline e Clément (17ª edizione)  | Secondi classificati |
| 3°         | Cristophe e Claire (14ª edizione) | Eliminati            |
| 4°         | Fabrice e Briac (12ª edizione)    | Eliminati            |
| 5°         | Rosemarie e Cinzia (14ª edizione) | Eliminate            |
| 6°         | Nathalie e Angie (17ª edizione)   | Eliminate            |
| 7°         | Hoang e Quyen (5ª edizione)       | Eliminati            |

### Ventesima edizione:Pékin Express - La Route des tribus légendaires(2025)
Paesi:  Tanzania -  Mozambico -  Lesotho -  Sudafrica

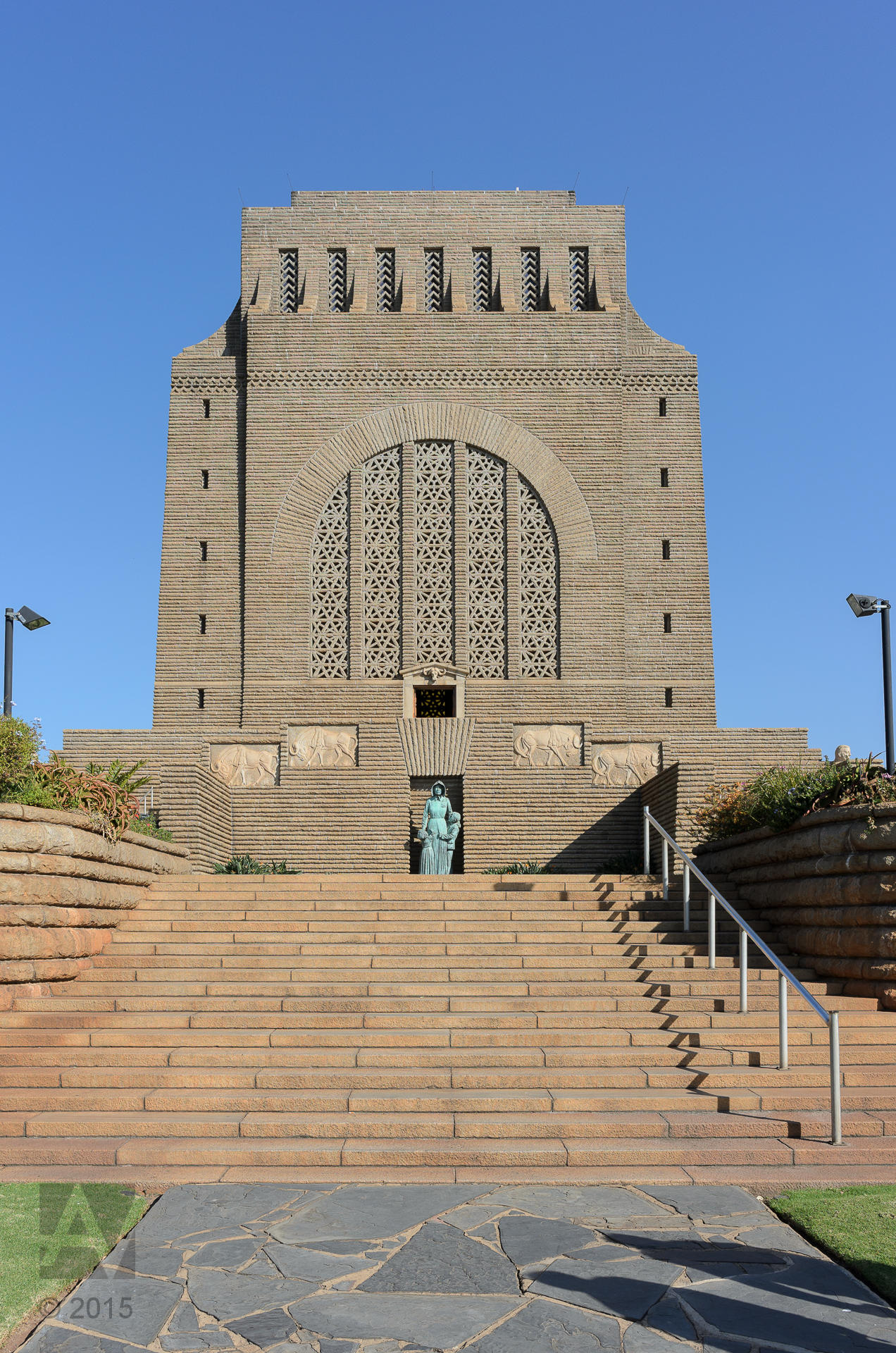
Il monumento ai Voortrekker di Pretoria, traguardo finale della ventesima edizione.

La ventesima edizione di Pékin Express, sottotitolata La Route des tribus légendaires (La Rotta delle tribù leggendarie), è stata condotta da Stéphane Rotenberg ed è stata trasmessa su M6 dal 16 gennaio al 5 aprile 2025, per un totale di dodici puntate. Il percorso ha avuto inizio in Tanzania, sulle rive del lago Duluti, ai piedi del monte Kilimangiaro, ed è poi proseguito attraverso Mozambico, Lesotho e Sudafrica, dove si è concluso al monumento ai Voortrekker di Pretoria. L'edizione è stata vinta dalla coppia di studentesse formata da Cécile e Marion, che hanno intascato 4 900 € dei 100 000 € in palio.
Classifica
| Classifica | Coppia              | Stato                |
| ---------- | ------------------- | -------------------- |
| 1°         | Cécile e Marion     | Vincitrici           |
| 2°         | Étienne e Judith    | Secondi classificati |
| 3°         | Patricia e Adrien   | Eliminati            |
| 4°         | Mattéo ed Esmeralda | Eliminati            |
| 5°         | Amandine e Alison   | Eliminate            |
| 6°         | Lionel ed Eva       | Eliminati            |
| 7°         | Moâde e Ludovic     | Eliminati            |
| 8°         | Max ed Hélène       | Eliminati            |
| 9°         | William e Cristophe | Eliminati            |
| 10°        | Otis ed Enzo        | Eliminati            |

### Ventunesima edizione:Pékin Express - La Route des glaces(2025)
Paesi:  Kazakistan
La ventunesima edizione di Pékin Express, sottotitolata La Route des glaces (La Rotta dei ghiacci), sarà condotta da Stéphane Rotenberg e sarà trasmessa su M6 nella seconda metà del 2025, per un totale di otto puntate. Il percorso si svilupperà in un unico paese, il Kazakistan.

### Ventiduesima edizione (2026)
Paesi:  Cina -  Nepal -  Thailandia
La ventiduesima edizione di Pékin Express sarà condotta da Stéphane Rotenberg e sarà trasmessa su M6 nella prima metà del 2026. Il percorso avrà inizio in Cina, per poi proseguire in Nepal e concludersi in Thailandia.